# Max Beckmann

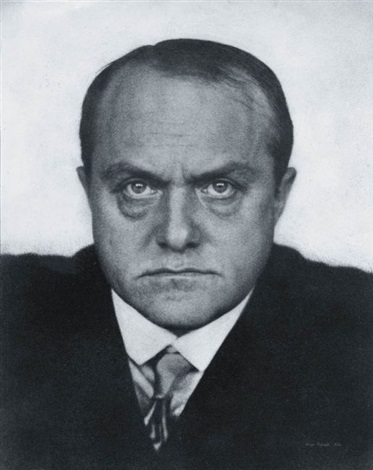
Max Beckmann, Porträt von Hugo Erfurth (1928)

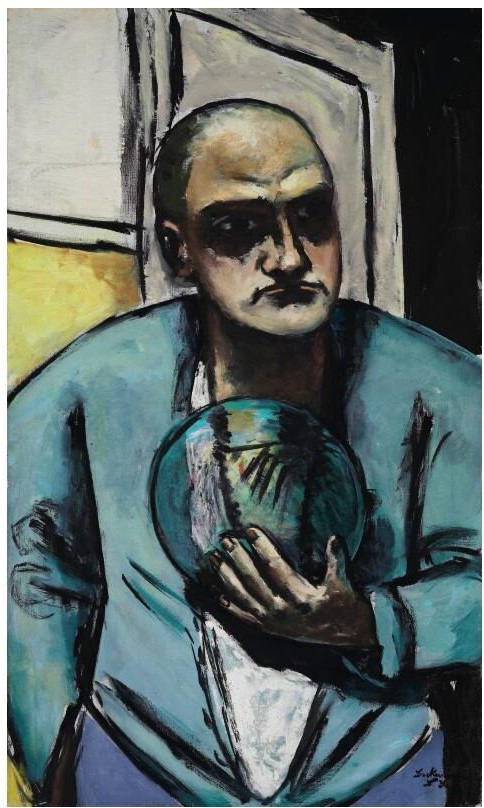
Selbstbildnis mit Glaskugel (1936)

Max Carl Friedrich Beckmann (* 12. Februar 1884 in Leipzig; † 27. Dezember 1950 in New York City) war ein deutscher Maler, Grafiker, Bildhauer, Autor und Hochschullehrer. Beckmann griff die Malerei des ausgehenden 19. Jahrhunderts ebenso auf wie die kunsthistorische Tradition und formte einen figurenstarken Stil, den er der ab 1911 aufkommenden Gegenstandslosigkeit entgegensetzte.
Beckmann war in seiner frühen Zeit Mitglied der Berliner Secession, stilisierte sich dann aber als Einzelgänger. Insbesondere Pablo Picasso und dem Kubismus setzte er eine eigenwillige Räumlichkeit entgegen. Er zählte 1925 auch zu den Vertretern einer Neuen Sachlichkeit in der Kunst. Zudem entwickelte er eine erzählende und mythenschaffende Malerei, insbesondere in zehn Triptychen (davon eines unvollendet), die er zwischen 1932 und 1950 schuf. Besondere Bedeutung kommt Beckmann als prägnantem Zeichner, Porträtisten (auch zahlreicher Selbstporträts) und als subtilem Illustrator zu. Er gehört zu den bedeutendsten bildenden Künstlern der Klassischen Moderne des 20. Jahrhunderts.

## Leben und Werk

### Kindheit und Jugend
Max Beckmann wurde als drittes Kind von Antoinette Henriette Bertha Dübere und Carl Heinrich Christian Beckmann geboren. Die beiden Geschwister Margarethe und Richard waren wesentlich älter. Die Eltern stammten aus der Gegend um Braunschweig, Königslutter und Helmstedt. Der Vater besaß eine Mühle, wurde dann Getreidehändler, später vermittelte er Mühlenverkäufe. In Falkenburg in Pommern, dem heutigen Złocieniec, wo er im Haus seiner Schwester lebte, besuchte Max Beckmann die Volksschule. Von Ostern 1894 bis November 1894 war er Schüler der Sexta des Königlichen Gymnasiums in Leipzig. Als Elfjähriger zog er mit der Familie nach Braunschweig um. Hier starb kurz darauf der Vater. Max Beckmann setzte den Schulbesuch in Braunschweig an der Höheren Lehranstalt des Dr. Jahn und in einer Schule in Königslutter fort. Sein erstes überliefertes Selbstporträt ist um 1898 datiert, ebenso das Gemälde einer Landschaft vom Thuner See. Seit dieser Zeit begeisterte Beckmann sich für ihm fremde Kulturen. Er war ein schlechter Schüler, zeigte aber früh umfassendes Interesse an der Kunstgeschichte. 1899 besuchte er ein privates Internat in einem Pfarrhaus in Ahlshausen bei Gandersheim. Aus dieser Zeit stammen die ersten überlieferten Briefe, Zeichnungen und Porträts. Im darauffolgenden Winter ging er von dort weg, da er die Aufnahmeprüfung an der Großherzoglich-Sächsischen Kunstschule bestanden hatte nach vergeblicher Bewerbung an der Kunstakademie Dresden. Anekdotische Zeichenkunst offenbart sich in Beckmanns frühen Blättern ebenso wie ein sicheres Formgefühl und die Neigung zum Grotesken.

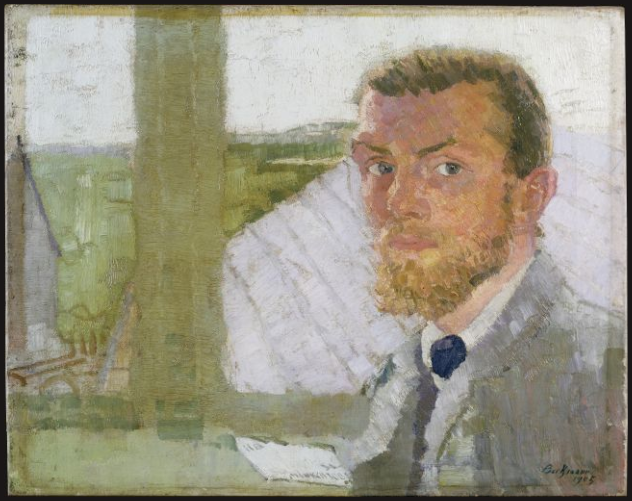
Selbstbildnis (1905), Städel, Frankfurt am Main

Auf der modern und liberal ausgerichteten Weimarer Kunstschule trat Beckmann 1901 in die Klasse des norwegischen Porträt- und Genremalers Carl Frithjof Smith ein, den er laut eigener Aussage als seinen einzigen Lehrer betrachtete. Von ihm übernahm er die kräftige Vorzeichnung und behielt diese ein Leben lang bei. Zudem lernte er hier 1902 den Frankfurter Maler Ugi Battenberg sowie im selben Jahr die Malerin Minna Tube kennen. Ein Selbstbildnis mit aufgerissenem Mund aus dieser Zeit gilt als erste überlieferte Radierung. Das Blatt ist expressiv und verrät den Einfluss von Rembrandt van Rijn und Edvard Munch. Beckmann verließ 1903 mit dem Ende des Sommersemesters ohne Abschluss die Kunstschule und ging für ein paar Monate nach Paris, wo er gelegentlich die private Académie Colarossi aufsuchte. Hier beeindruckten ihn vor allem die Werke von Paul Cézanne. Der junge Künstler las und schrieb viel. In Paris entstanden nach einem kurzen Ausflug in den Pointillismus die Vorstudien für sein erstes Chef d’œuvre, das Ölgemälde Junge Männer am Meer. Er reiste nach Amsterdam, Den Haag und nach Scheveningen, sah vor allem Werke von Rembrandt, Gerard ter Borch, Frans Hals und Jan Vermeer und malte bevorzugt Landschaften. 1904 brach er zu einer Italienreise auf, die jedoch in Genf endete. Er besuchte Ferdinand Hodler im Atelier und sah unterwegs in Colmar den damals noch wenig bekannten Isenheimer Altar. In den Landschaften und Meeresbildern des Sommers setzte sich der Künstler mit der Überwindung des Jugendstils und des europäischen Japonismus auseinander. Einige dieser Arbeiten zeigen eine eigenständige, ausschnitthafte Komposition. Nach Abbruch des Parisaufenthaltes und der Italienreise richtete sich Beckmann in Berlin-Schöneberg (damals Schöneberg bei Berlin) ein Atelier ein.

### Heirat und Familiengründung

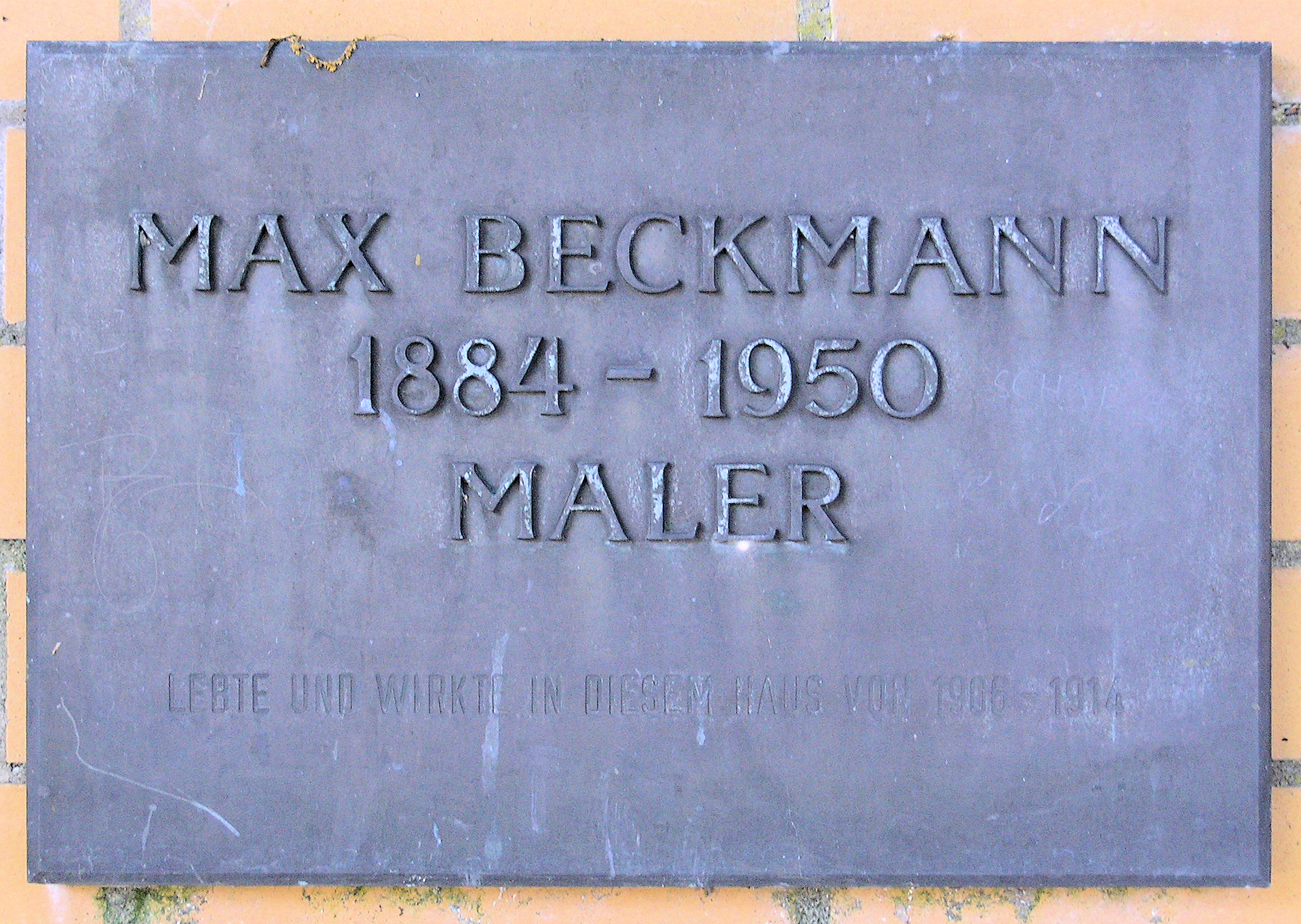
Gedenktafel am Haus Ringstraße 17 in Berlin-Hermsdorf

Beckmann lernte 1903 Minna Tube auf der Kunsthochschule in Weimar kennen, die sie als eine der ersten Frauen in der Kunst besuchte. 1906 heiratete das Paar, 1907 zog es in ein Haus in Berlin-Hermsdorf, Ringstraße 17, das Minna im Stil des Neuen Bauens mitsamt der Innengestaltung selbst entworfen hatte. 1908 wurde der Sohn Peter geboren. Beckmann verließ Minna 1925, um Mathilde (Quappi) Kaulbach, die Tochter des Malers Friedrich August von Kaulbach zu heiraten. Nach ihrer Scheidung blieben Beckmann und Minna Beckmann-Tube zeitlebens weiter verbunden, wie der häufige Briefwechsel zwischen den beiden belegt.

### Frühwerk

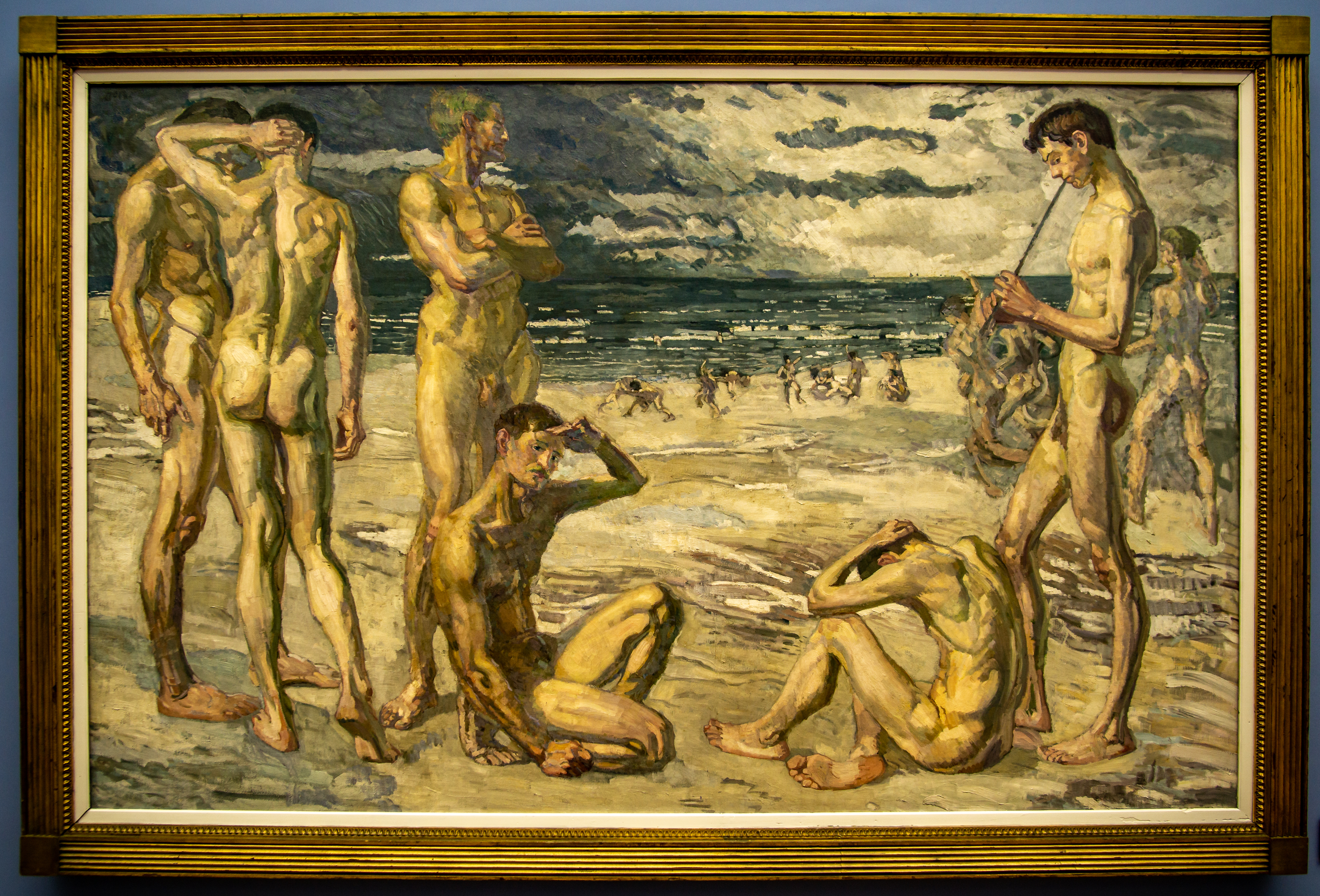
Junge Männer am Meer (1905), Neues Museum Weimar

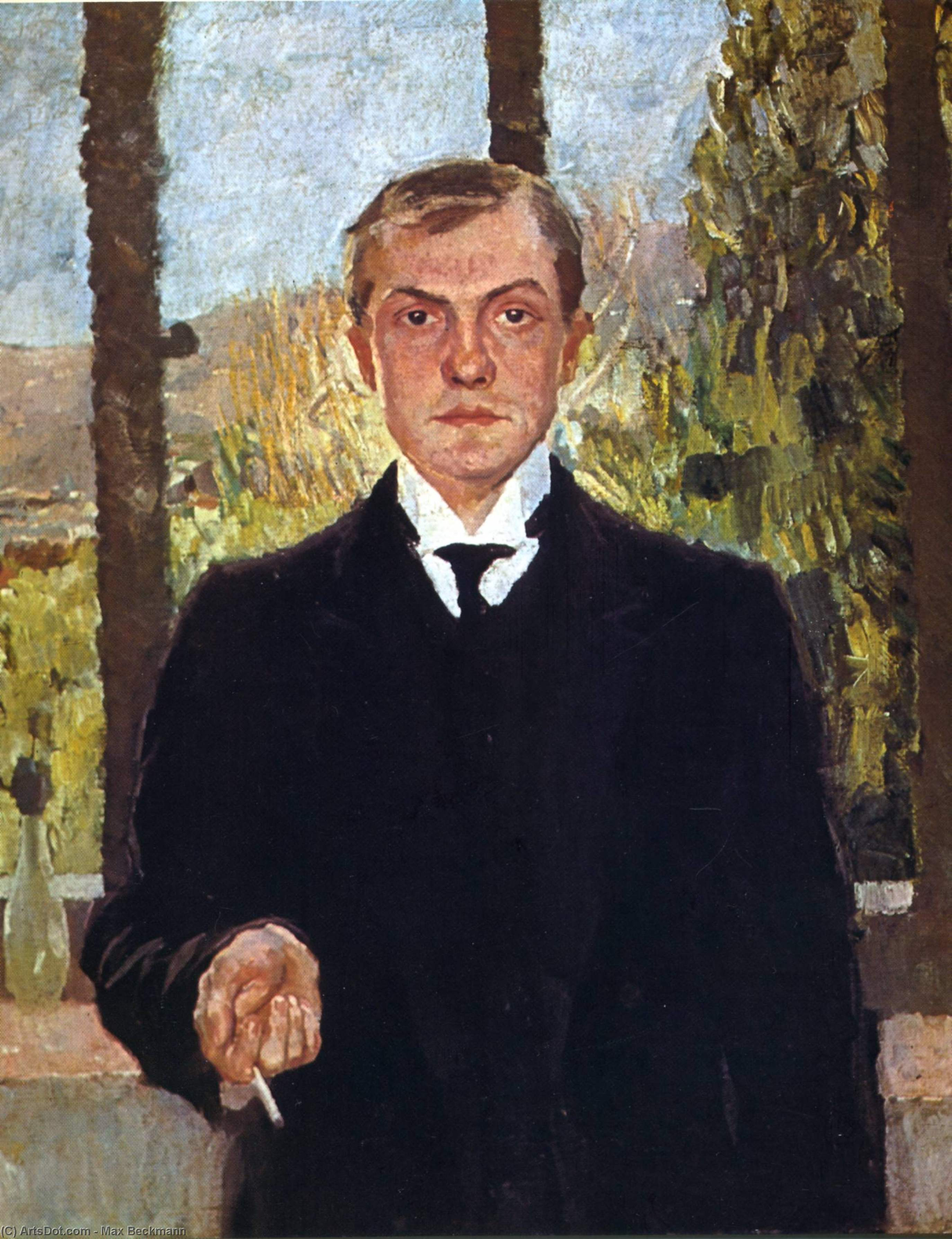
Selbstbildnis Florenz (1907), Hamburger Kunsthalle

Im Sommer 1905 arbeitete Beckmann an der dänischen Nordsee an seinem Gemälde Junge Männer am Meer (Öl auf Leinwand, 148 × 235 cm). Das Bild ist stilistisch von Luca Signorelli und Hans von Marées beeinflusst mit Anlehnungen an den Neoklassizismus. 1906 erhielt Beckmann vom drei Jahre zuvor gegründeten Deutschen Künstlerbund für dieses Gemälde den Villa-Romana-Preis. Er beteiligte sich im selben Jahr auch mit zwei Arbeiten an der 11. Ausstellung der Berliner Secession.

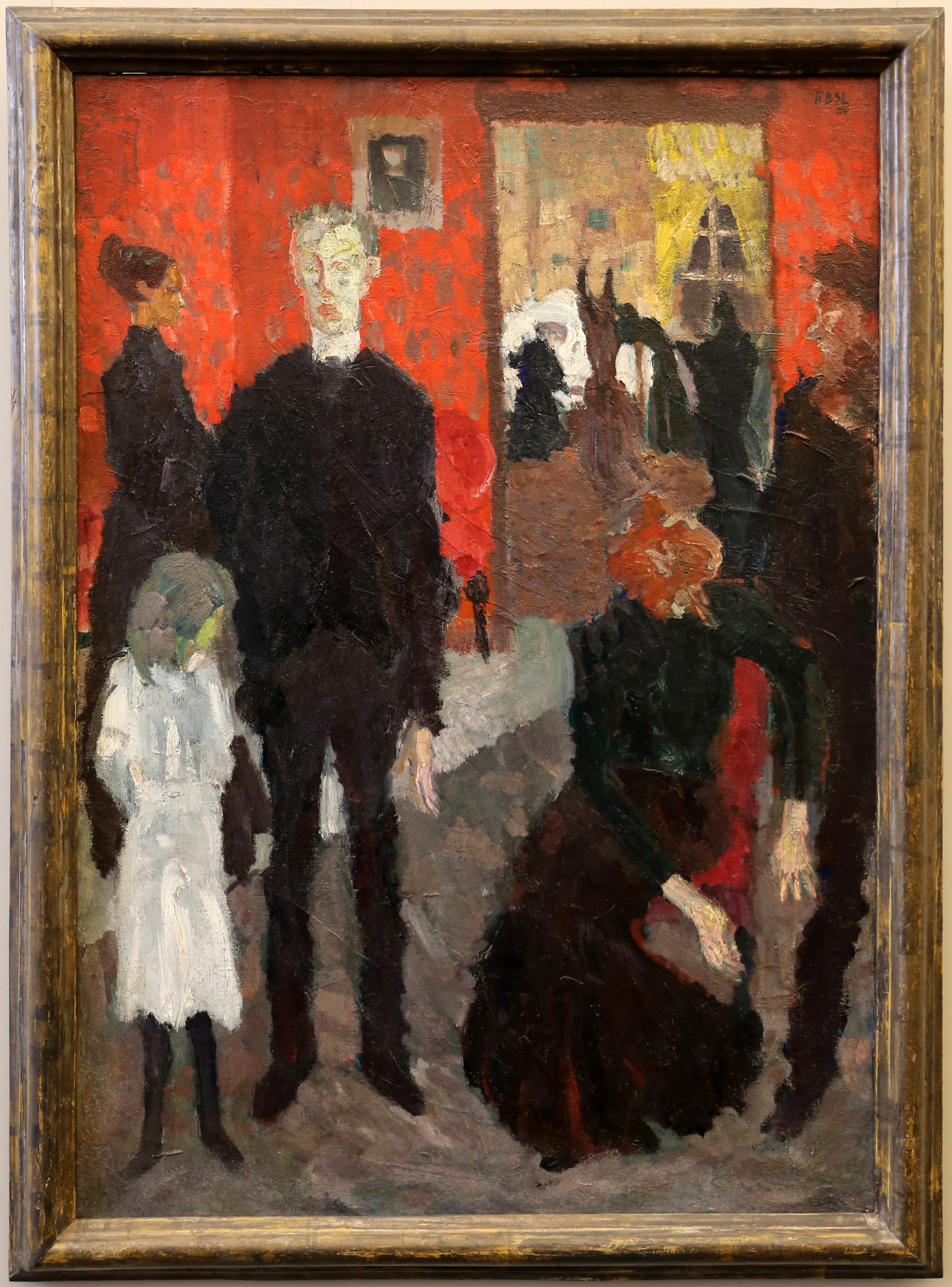
Kleine Sterbeszene (1906), Nationalgalerie Berlin

Den Tod der Mutter 1906 verarbeitete er in zwei Sterbeszenen in der Tradition von Edvard Munch. Mit seiner Frau Minna unternahm er eine Hochzeitsreise nach Paris und verbrachte den Winter in Florenz, als Stipendiat der Villa Romana. Dort malte er das Bildnis meiner Frau mit rosaviolettem Grund, ein Porträt Minna Tubes, das heute in der Hamburger Kunsthalle hängt. Dort ist auch sein Selbstbildnis Florenz (1907) zu sehen. 1907 wurde Beckmann in die Berliner Secession als Mitglied aufgenommen.
Die Einladung, in die Dresdner Künstlergruppe Brücke einzutreten, lehnte er ab, und wurde Ordentliches Mitglied der Berliner Secession. Der Wille zum Ruhm des jungen Künstlers drückte sich vor allem in forcierten Katastrophenszenerien aus; Impressionismus und Neoklassizismus vereinten sich hier zu einer brachialen Aktionsmalerei. Den Expressionismus lehnte er ab. Im Kontrast zu seinen großformatigen Gemälden pflegte Beckmann Interieur und Porträt, vor allem Selbstporträt; diese Arbeiten sind zum Teil duftig und atmosphärisch subtil. Schon in jenen Jahren entstanden zudem Handzeichnungen von altmeisterlicher Vollendung. Die Zeichnung sollte stets das Rückgrat von Beckmanns Kunst bleiben.

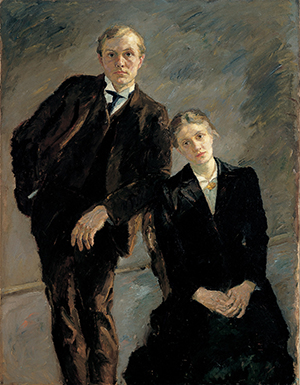
Doppelbildnis Max Beckmann und Minna Beckmann-Tube (1909), Kunstmuseum Moritzburg

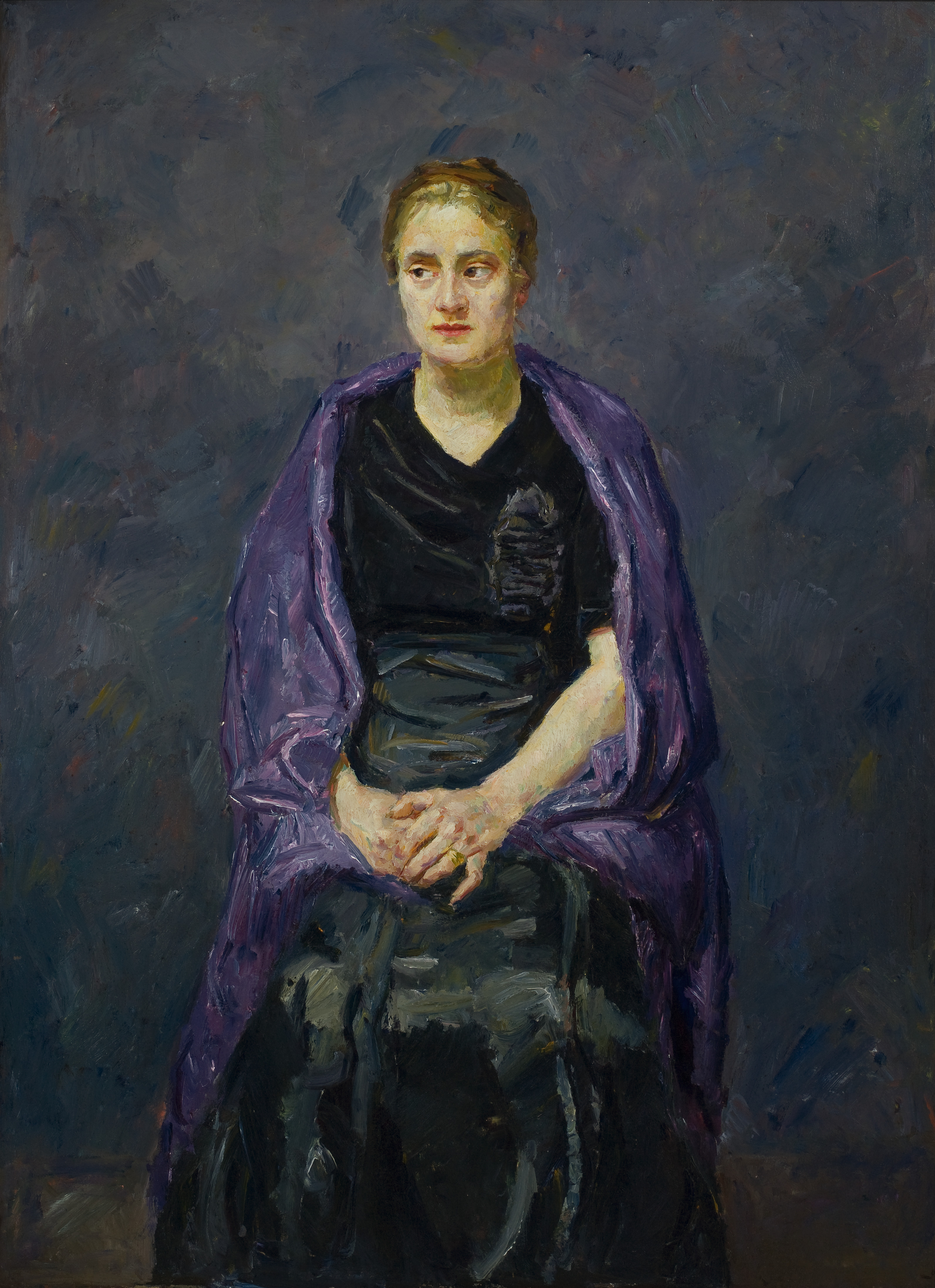
Portrait of Mink with Violet Shawl (1910), Saint Louis Art Museum

1908 reiste der Künstler erneut nach Paris und wurde im Spätsommer Vater eines Sohnes, Peter Beckmann, der als Kardiologe und Altersforscher bekannt wurde. Im Jahr darauf stellte er zum ersten Mal im Ausland aus und machte die folgenreiche Bekanntschaft des Kunstschriftstellers Julius Meier-Graefe, der sich bis zu seinem Tod publizistisch für Beckmann einsetzte. Seit 1909 befestigte der Künstler seinen altmeisterlichen Anspruch zunehmend auch in einem grafischen Œuvre. Im selben Jahr setzt er im Doppelbildnis Max Beckmann und Minna Beckmann-Tube seiner Beziehung zu der Kollegin und Ehefrau ein Denkmal in der Tradition der repräsentativen Paarporträts à la Gainsborough. Mit veristischen Massenszenarien in kolportagehafter Komposition wie bei der Szene aus dem Untergang von Messina stellte er sich in die Rubensnachfolge, wenn auch die Anlage und Ausführung solcher Bilder beim jungen Beckmann einigermaßen unausgegoren blieben.
Max Beckmann wollte sich als neokonservatives Gegenmodell zu der um 1910 aufkommenden radikalen Abstraktion von Malern wie Henri Matisse und Pablo Picasso sowie der Gegenstandslosigkeit eines Wassily Kandinsky profilieren. Ebenso wie Max Liebermann oder Lovis Corinth war er auf der Suche nach einer modernen Form der figurativen Malerei.

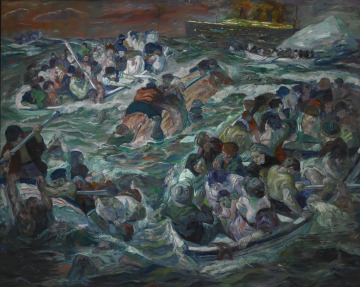
Sinking of the Titanic (1912/1913), Saint Louis Art Museum

1910 wurde Beckmann in den Vorstand der Berliner Secession gewählt, er war mit seinen 26 Jahren dort das jüngste Mitglied, trat jedoch 1911 wieder aus. Er blieb Ordentliches Mitglied und stellte dort weiter aus. Zwei Jahre zuvor war er daran gescheitert, eine vom Händler Paul Cassirer unabhängige Ausstellungsorganisation zu gründen. Er distanzierte sich fortan von Künstlervereinigungen, beteiligte sich jedoch weiterhin an den großen DKB-Jahresausstellungen in Mannheim (1913), Dresden (1927; dort war er Mitglied der Aufnahme-Jury), Köln (1929), Stuttgart (1930), Essen (1931), Königsberg/Danzig (1932) und Hamburg (1936).
Im März 1912 formulierte er: „… denn das ist das einzig Neue, (in der Kunst) was es gibt. Die Gesetze der Kunst sind ewig und unveränderlich, wie das moralische Gesetz in uns.“ Der Satz entstammt einer Kontroverse mit Franz Marc in der Kunstzeitschrift Pan.
Der Kunsthändler Israel Ber Neumann und der Verleger Reinhard Piper trugen zu Beckmanns Vorkriegsruhm bei, der um 1913, in diesem Jahr schrieb Hans Kaiser die erste über ihn verfasste Monografie, seinen Höhepunkt erreichte. Nun trat der 29-jährige Maler ganz aus der Secession aus und begründete 1914 die Freie Secession mit, er gehörte dem Vorstand an. Beckmann hielt sich weiterhin vom Expressionismus fern, zeigte sich aber ebenso wie dieser in Grafik und Malerei von der Großstadt fasziniert. Sein Programm war nun festgelegt: Max Beckmann würde nie gegenstandslos arbeiten. Vielmehr setzte er sich zum Ziel, das Erbe der klassischen Kunst (Raum, Farbe, hergebrachte Gattungen, Mythologie, Symbolik) auszuweiten.

### Der Erste Weltkrieg

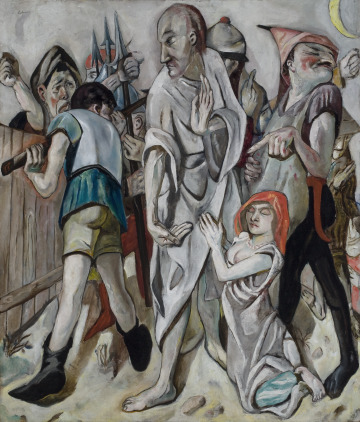
Christus und die Sünderin (1917), Saint Louis Art Museum

Selbstbildnis mit rotem Schal (1917), Staatsgalerie Stuttgart

„Meine Kunst kriegt hier zu fressen“, bemerkte Beckmann im Ersten Weltkrieg, den er für „die grösste nationale Katastrophe“ hielt. Der Künstler gab im Krieg keinen einzigen Schuss ab. „Auf die Franzosen schieße ich nicht, von denen habe ich so viel gelernt. Auf die Russen auch nicht, Dostojewskij ist mein Freund.“ 1914 diente er als freiwilliger Sanitätshelfer an der Ostfront, im Jahr darauf in Flandern und am Kaiserlichen Hygieneinstitut in Straßburg. Seine Zeichnungen aus dieser Zeit spiegeln die ganze Härte des Krieges wider. Sie begründen Beckmanns neuen, hartkonturierten Stil. Der künstlerische Umschwung wurde flankiert durch die Kriegsprosa der Briefe im Kriege, an seine Frau Minna, die noch während des Krieges in der Zeitschrift Kunst und Künstler erschienen. 1916 werden sie als Buch bei Bruno Cassirer veröffentlicht.

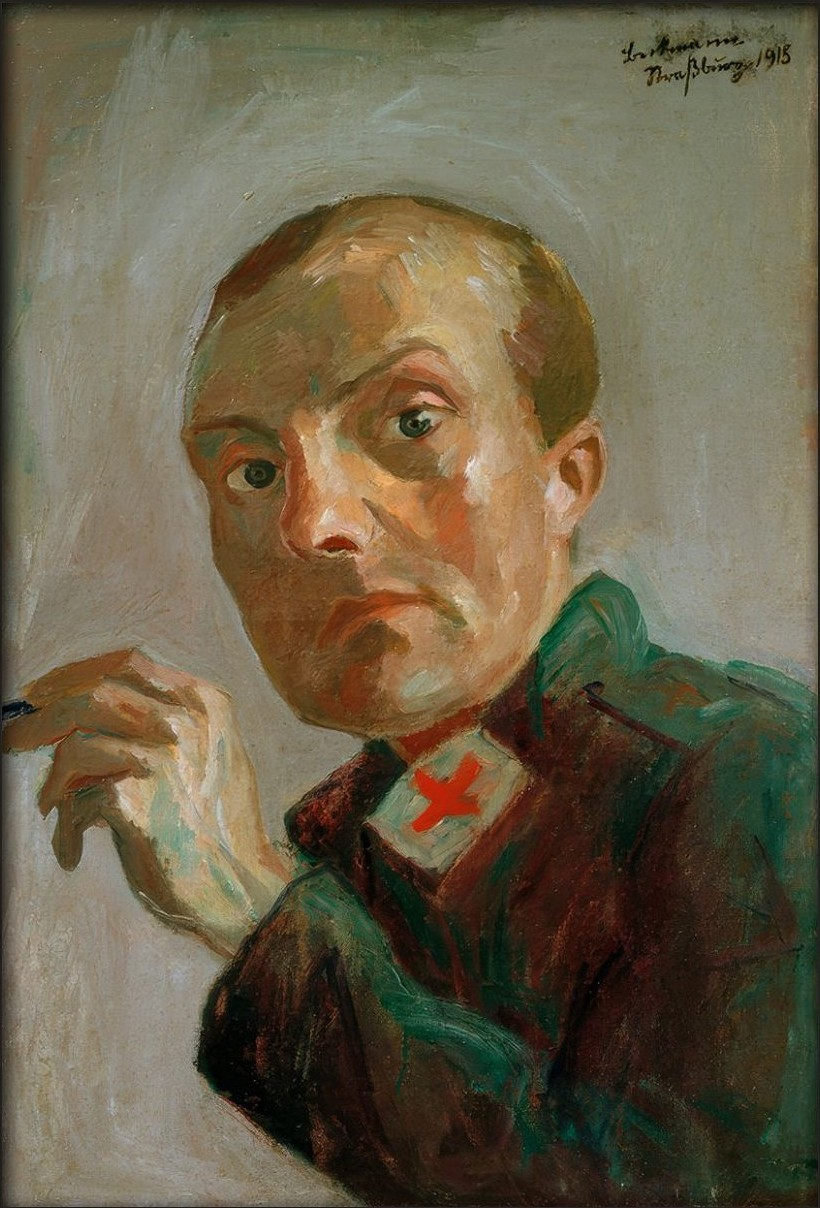
Selbstbildnis als Krankenpfleger (1915), Von der Heydt-Museum

1915 erlitt der Künstler einen körperlichen und seelischen Zusammenbruch, wurde vom aktiven Kriegsdienst als Sanitäter freigestellt, und ließ sich kurz darauf in Frankfurt-Sachsenhausen nieder. Hier lebte er im Haus seines Freundes Ugi Battenberg, im heutigen Max-Beckmann-Haus auf der Schweizer Straße 3 in direkter Nähe zum Städel Museum. Seine persönliche Krise wird künstlerisch zugleich ein Neuanfang und der schonungslose Zeichenstil des Krieges in Grafik (besonders Kaltnadelradierung) und Malerei übersetzt. Im Selbstbildnis als Krankenpfleger betreibt der Künstler nun ebenso eine schonungslose, um äußerste Wahrhaftigkeit ringende Spiegelung seiner selbst, wie er in den Grafikmappen wie dem Lithografienzyklus Die Hölle die Kriegs- und Nachkriegswirklichkeit hartkantig und virtuos zusammenschachtelt und ihre Substanz offenlegt. Die christliche Ikonografie erhält nun die Aufgabe der Darstellung der conditio humana; ein Gemälde wie Christus und die Sünderin von 1917 zeigt den gefallenen Menschen und den Jesus der praktischen Ethik.

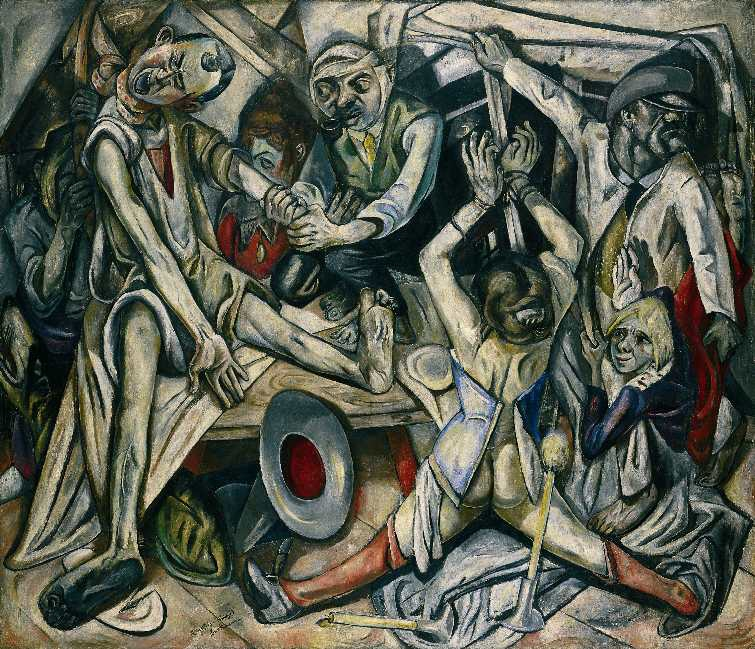
Die Nacht (1918/1919), Kunstsammlung Nordrhein-Westfalen, Düsseldorf

Besonders deutlich wird der mit Beckmanns biographischem Bruch einhergehende künstlerische Wandel im Vergleich zweier Auferstehungsszenen: Während das Hochformat Auferstehung von 1909 durch eine vertikale Erlösungsdynamik hin zum Licht geprägt ist, zeigt die 1916 bis 1918 entstandene und unvollendete Auferstehung im Querformat die Menschen als ziellos Leidende.
Das 1918/1919 entstandene Gemälde Die Nacht bildet den Abschluss eines grundlegenden stilistischen Wandels in seinem Schaffen, der bereits vor dem Ersten Weltkrieg seinen Aufgang nahm und markiert seinen Eintritt in die künstlerische Avantgarde Europas. Die Darstellung des brutalen Mordes an einer Familie versteht sich als Widerhall der ausweglosen gesellschaftlichen Bedingungen unmittelbar nach Ende des Ersten Weltkriegs. Mit Ende des Ersten Weltkriegs trat jedoch auch der Themenkomplex Zirkus, Variété, Jahrmarkt und Theater in Beckmanns Werk. Masken, Verkleidungen, Rollenspiel und der Kontrast von Wirklichkeit und Schauspiel fanden ihren Niederschlag in seiner Malerei wie auch der graphischen Werke.

### Weimarer Republik

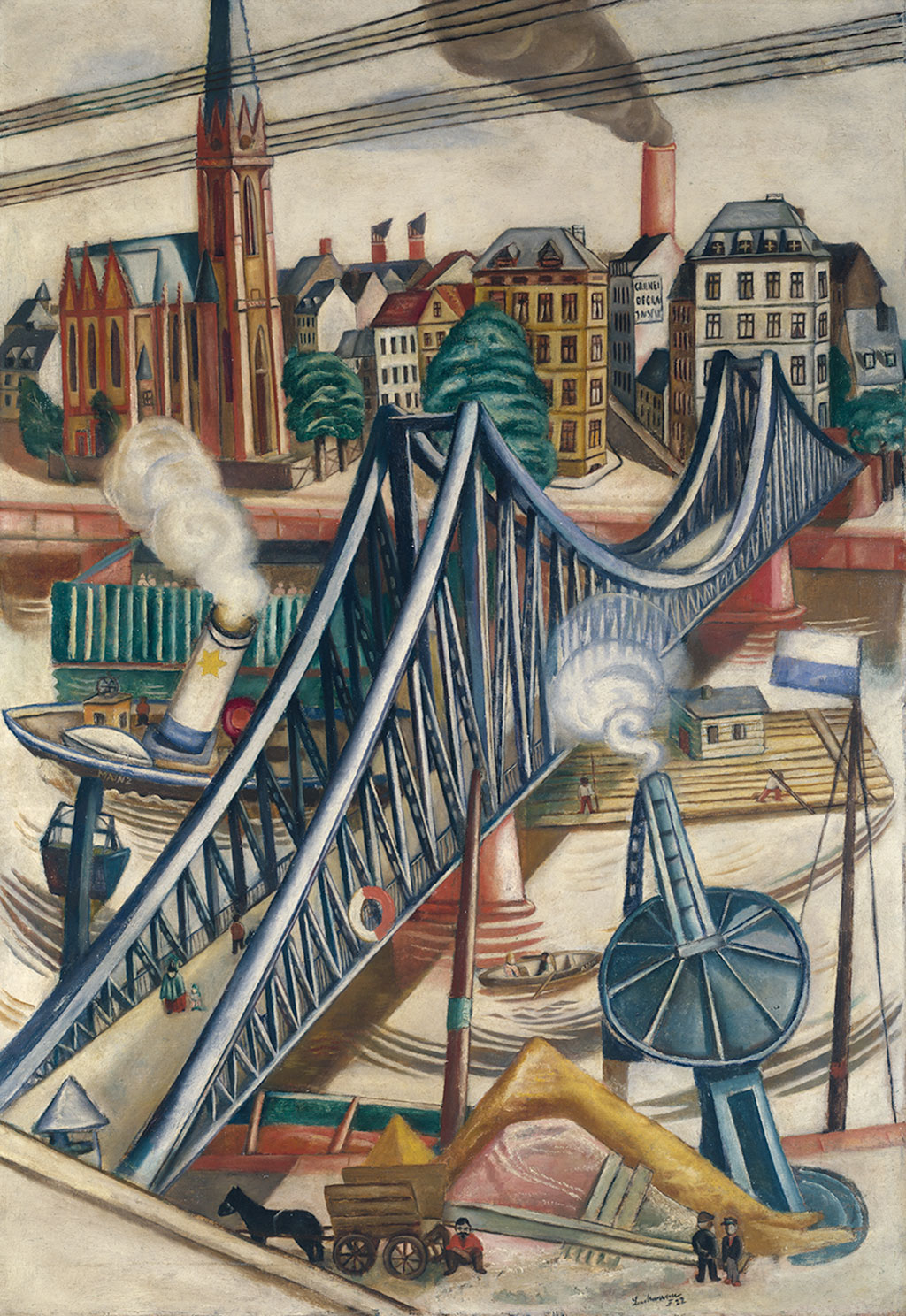
Der Eiserne Steg (1922), Kunstsammlung Nordrhein-Westfalen, Düsseldorf

Die Synagoge in Frankfurt am Main, 1919, Städel Museum, Frankfurt am Main

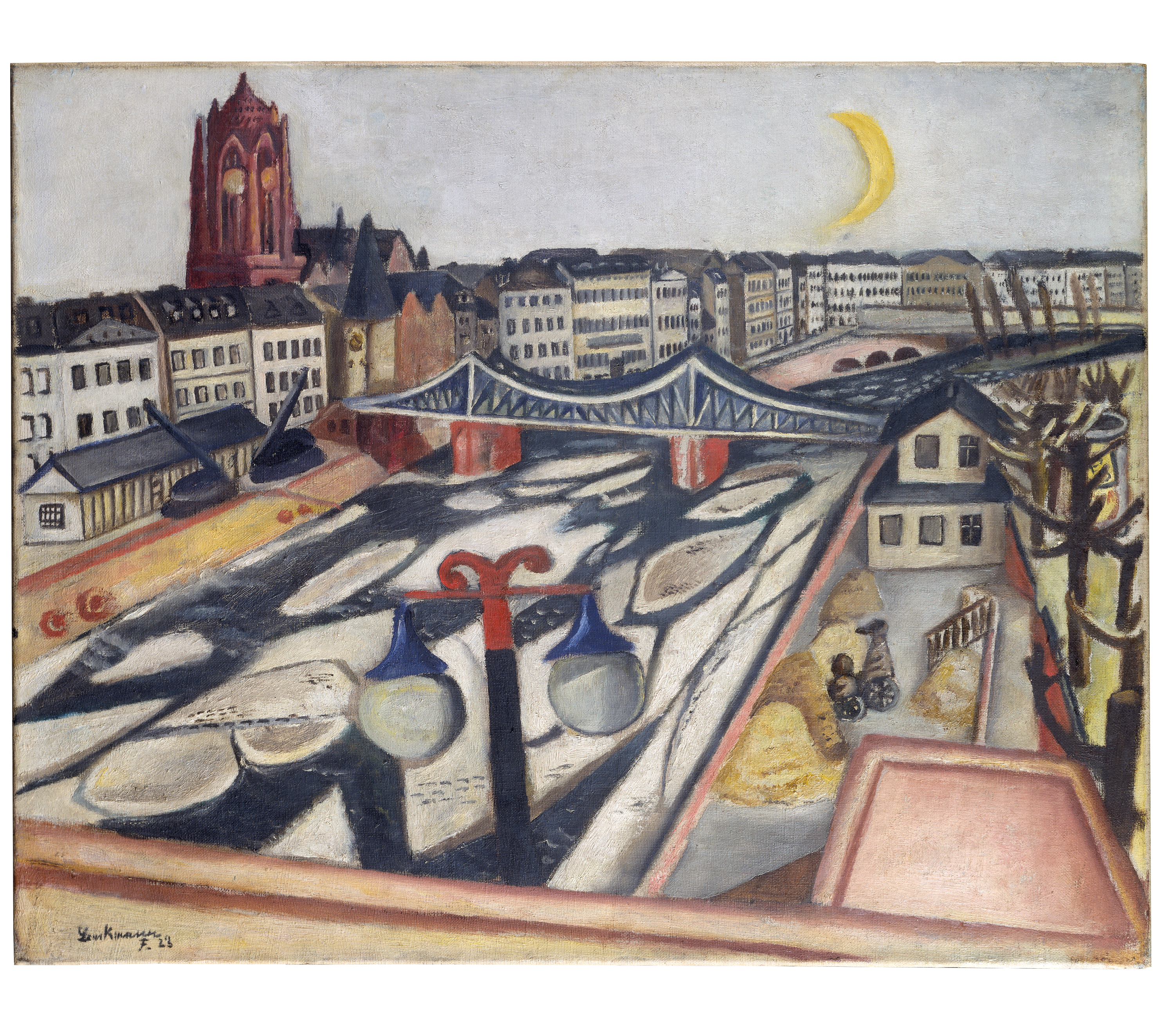
Eisgang, 1923, Städel Museum, Frankfurt am Main

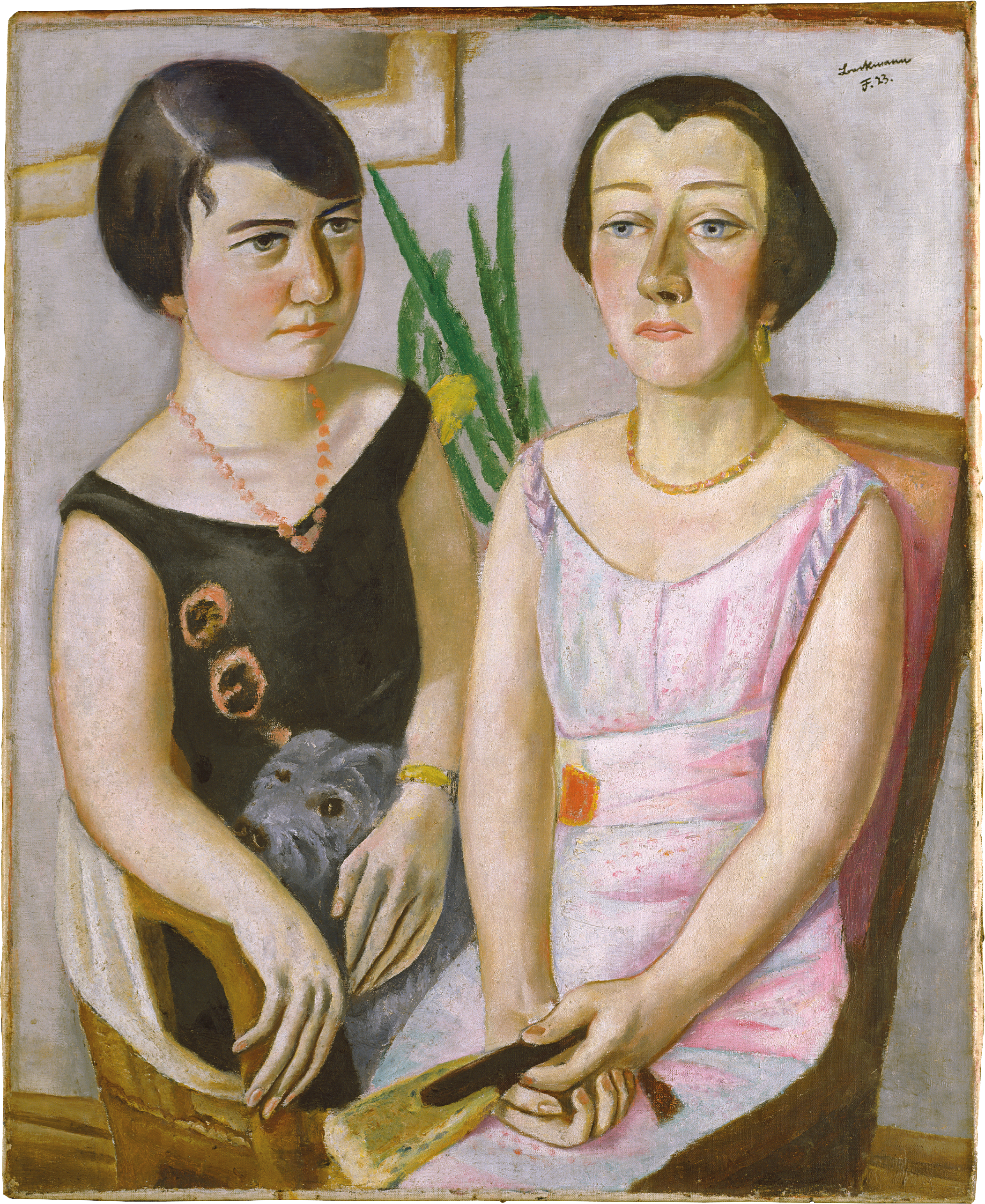
Doppelbildnis, 1923, Städel Museum, Frankfurt am Main

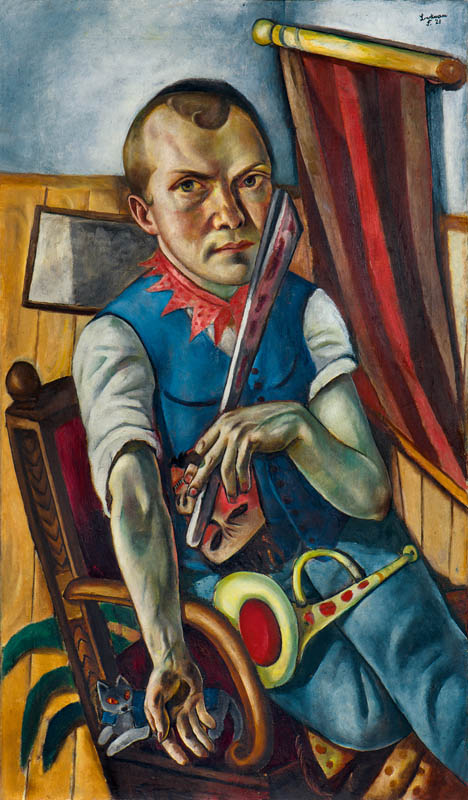
Selbstbildnis als Clown (1921), Von der Heydt-Museum, Wuppertal

In der Weimarer Republik wuchsen Beckmanns politische Interessen, zugleich studierte er Schriften der Theosophie, die seit der Jahrhundertwende viele Künstler beschäftigte. Er fasste die Physiognomien seiner Zeit scharf ins Auge, suchte hier aber keinen Realismus, sondern das, was er transzendente Sachlichkeit nannte. Berühmte Bilder Frankfurts wie z. B. das der Börneplatzsynagoge oder des Eisernen Steges mit Eistreiben auf dem Main entstanden in dieser Zeit. Beckmann war eng in das intellektuelle Leben seiner Zeit eingebunden durch seine Bekanntschaften mit dem Schriftsteller Benno Reifenberg, mit Heinrich Simon, dem Chefredakteur der Frankfurter Zeitung, durch seine Verbindungen zu dem Kunsthändler Günther Franke, dem Schauspieler Heinrich George und Künstlerkollegen wie Alfred Kubin. Er schrieb Gedichte und Dramen, die jedoch zu seinen Lebzeiten nicht zur Aufführung gelangten. Neben der umfangreichen grafischen Arbeit entstanden wieder Selbstporträts, die den Dargestellten zum Chronisten nicht allein seiner selbst, sondern seiner Epoche machten.

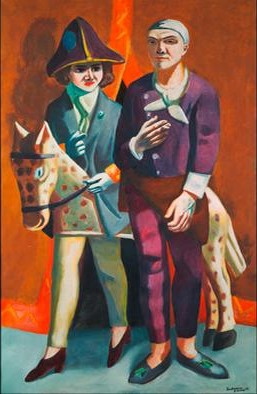
Max Beckmann und Quappi. Karneval (1925), Museum Kunstpalast, Düsseldorf

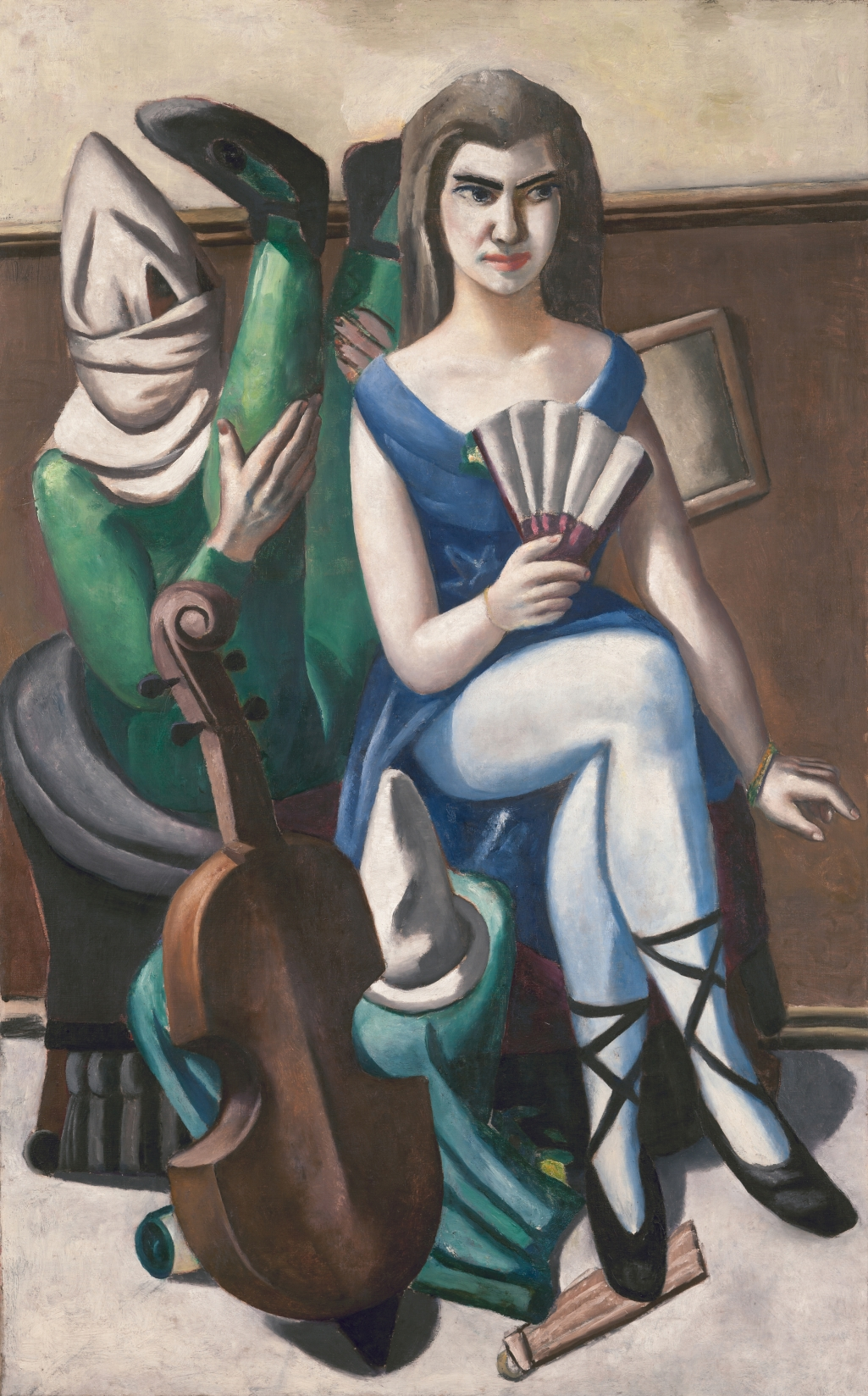
Fastnacht (Pierrette und Clown) (1925), Kunsthalle Mannheim

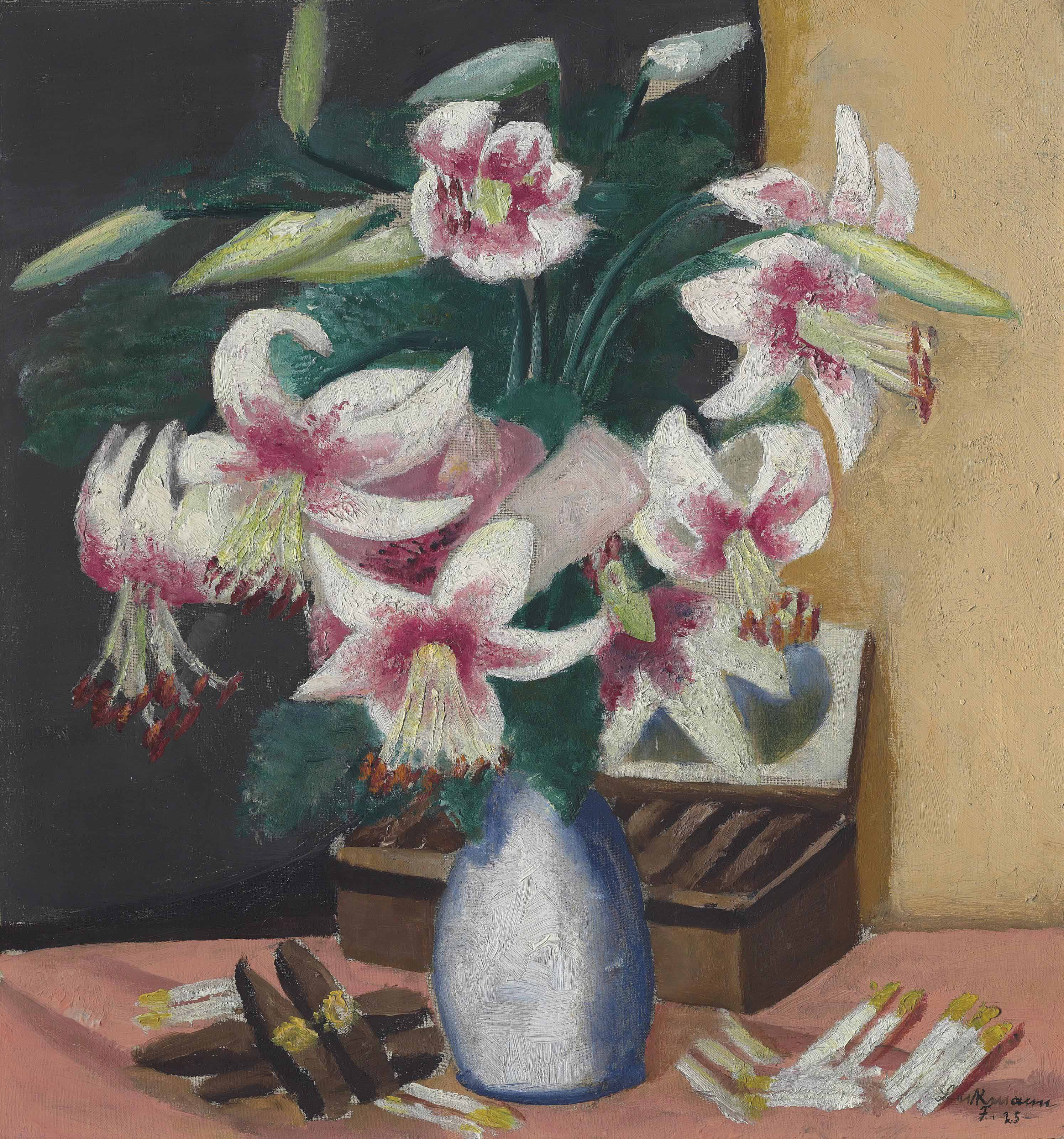
Stillleben mit Türkenbund (1926)

Ab 1922 wurde Beckmann von Lilly von Mallinckrodt-Schnitzler gefördert, die seine Bilder sammelte und ihn gesellschaftlich bekannter machte. 1924 lernte Beckmann im Hause seiner Frankfurter Meisterschülerin Marie-Louise von Motesiczky in Wien die junge Mathilde von Kaulbach, Tochter von Friedrich August von Kaulbach, kennen. Er trennte sich von Minna Tube und machte fortan seine neue Frau unter ihrem Spitznamen Quappi zu einer der meistgemalten und -gezeichneten Frauen der Kunstgeschichte. Reisen nach Italien, Nizza und Paris, vertiefte Studien gnostischer, altindischer und theosophischer Lehren erweiterten seinen künstlerischen Stil. Zugleich nahm die Farbigkeit seiner Gemälde zu. Seit 1925 leitete er ein Meisteratelier an der Kunstgewerbeschule in Frankfurt. Zu seinen Schülern zählten Theo Garve, Léo Maillet und Marie-Louise von Motesiczky. Gemälde wie Doppelbildnis Karneval oder Italienische Phantasie reflektieren die Beruhigung der politischen Verhältnisse ebenso wie die bösen Vorahnungen auf ein baldiges Ende der Goldenen Zeit. Das spektakuläre Bild Galleria Umberto von 1925 wird vom Künstler später als Vorahnung auf den Tod Mussolinis gedeutet. Auf dem Höhepunkt der Weimarer Republik gab Beckmann sich indes noch einmal staatstragend als Stresemann-Deutscher. 1927 malte er das Selbstbildnis im Smoking und schrieb einen Aufsatz mit dem Titel Der Künstler im Staat. Beckmanns ausgeprägtes Selbstbewusstsein war allgemein bekannt.

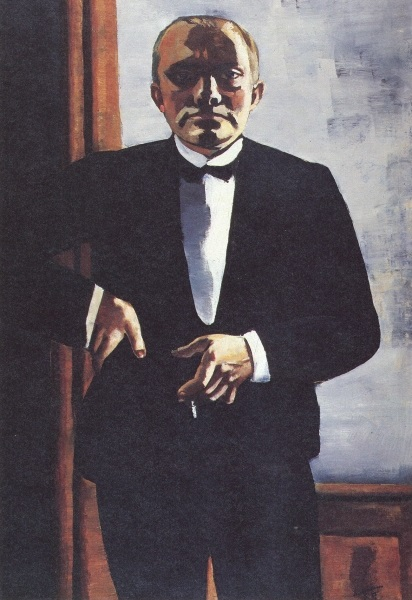
Selbstbildnis im Smoking (1927), Busch-Reisinger Museum, Cambridge

1928 erreichte sein Ruhm in Deutschland den Höhepunkt mit dem Reichsehrenpreis Deutscher Kunst und einer ersten umfassenden Beckmann-Retrospektive in der Kunsthalle Mannheim. Seine Kunst zeigt nun grandiose Formvollendung; sie verrät zudem den mondänen Erotiker, der Beckmann immer gern sein wollte. Diese Rolle ist eine der vielen Masken, hinter der der ängstliche und sensible Künstler sich versteckte. Auf der DKB-Jubiläumsausstellung (25 Jahre Deutscher Künstlerbund) 1929 im Kölner Staatenhaus am Rheinpark waren von Max Beckmann fünf Ölgemälde zu sehen. 1930 zeigte die Biennale in Venedig sechs Bilder von Beckmann, der auch in diesem Jahr auf der Jahresausstellung der Prager Secession vertreten war. Zugleich wurde der Künstler von der nationalsozialistischen Presse heftig angegriffen. In Paris fand er kurzfristig eine gewisse Beachtung unter Intellektuellen, die sich sowohl vom Surrealismus, als auch von der Dominanz von Henri Matisse und Pablo Picasso zu lösen suchten. 1931 fand in der Pariser Galerie de la Renaissance die erste Einzelausstellung Beckmanns statt. 1932 richtete die Berliner Nationalgalerie einen Beckmann-Saal ein, die sog. Neue Abteilung der Nationalgalerie Berlin im Kronprinzenpalais. Der Künstler begann in diesem Jahr mit dem ersten von zehn Triptychen, Departure.

### Nationalsozialismus und Emigration

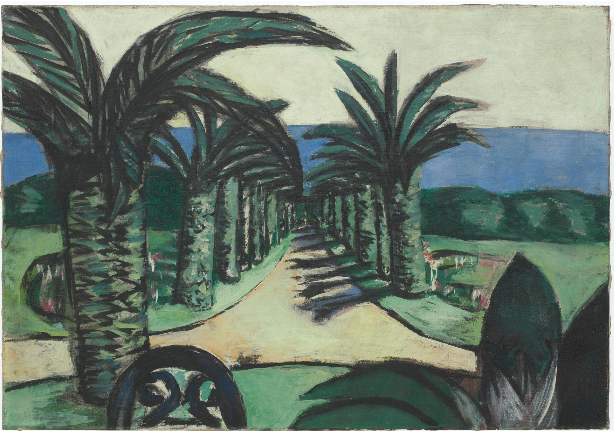
Die Landschaft, Cannes (1934), San Francisco Museum of Modern Art

1930 änderte sich das politische Klima in Deutschland drastisch, aus den Reichstagswahlen im September ging die NSDAP als zweitstärkste Partei hervor. Beckmann hoffte zu diesem Zeitpunkt noch, seine Arbeit unter den Vertretern dieser Partei unbehelligt fortsetzen zu können und von diesen vielleicht gar anerkannt zu werden. Bald erkannte er den „Irrsinn der Zeit“ und sah sich vermehrt Anfeindungen ausgesetzt, die in seiner Entlassung aus der Frankfurter Städelschule im April 1933 gipfelten. Seine Schüler, aber auch andere junge Künstler, die von Beckmann beeinflusst wurden, wie z. B. der Maler Joseph Mader, hatten keine Möglichkeiten mehr, sich künstlerisch zu betätigen; später sprach man von einer verschollenen Generation. Einige ihrer Werke wurden von den Nazis auf dem Römerberg verbrannt. Der Beckmann-Saal im Kronprinzenpalais wurde aufgelöst und anders genutzt. Max Beckmann war für die Nazis einer der meistgehassten Künstler. Er war in den Ausstellungen zur „Entarteten Kunst“, die durch ganz Deutschland tourten, prominent vertreten.

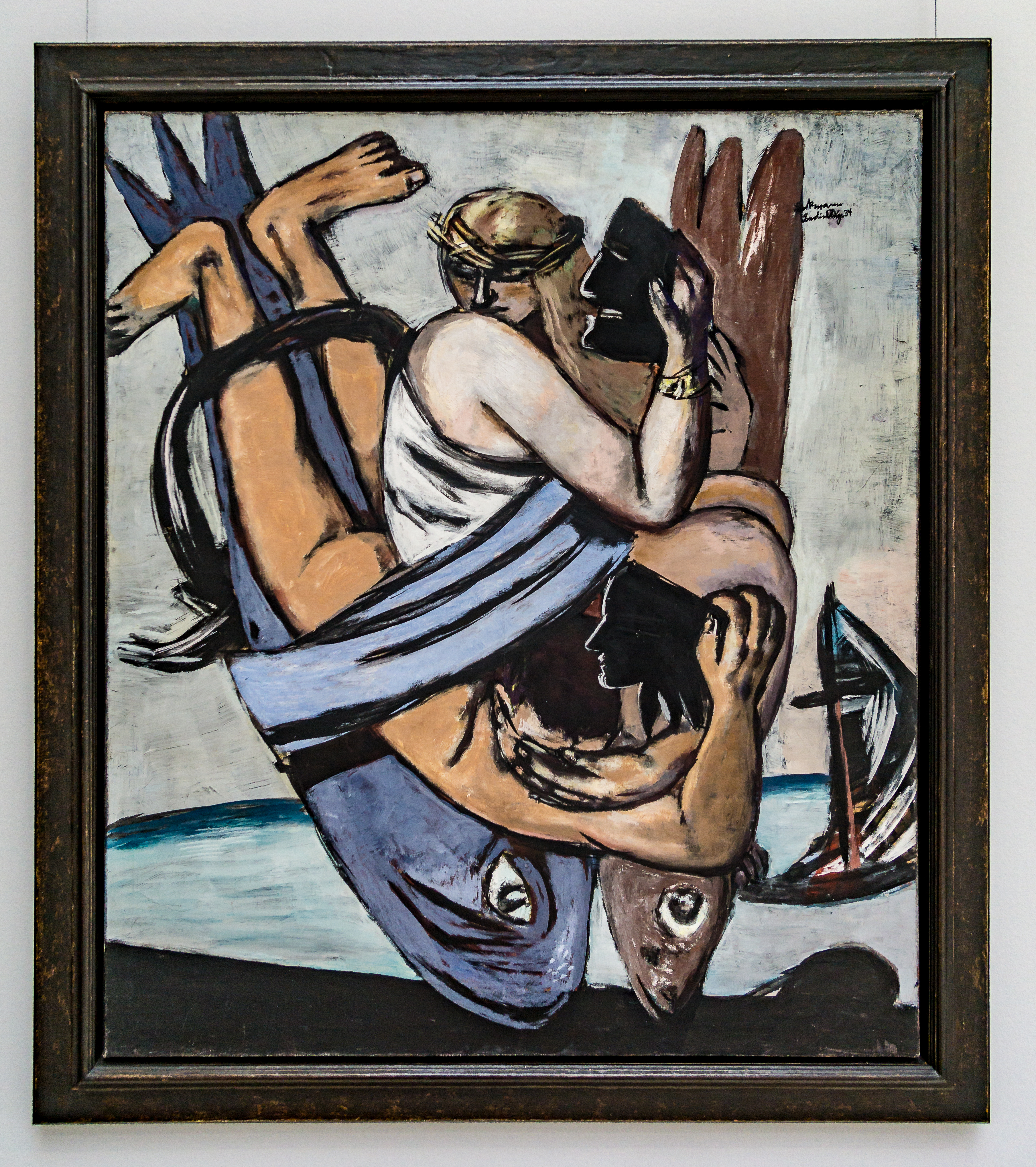
Reise auf dem Fisch (1934), Staatsgalerie Stuttgart

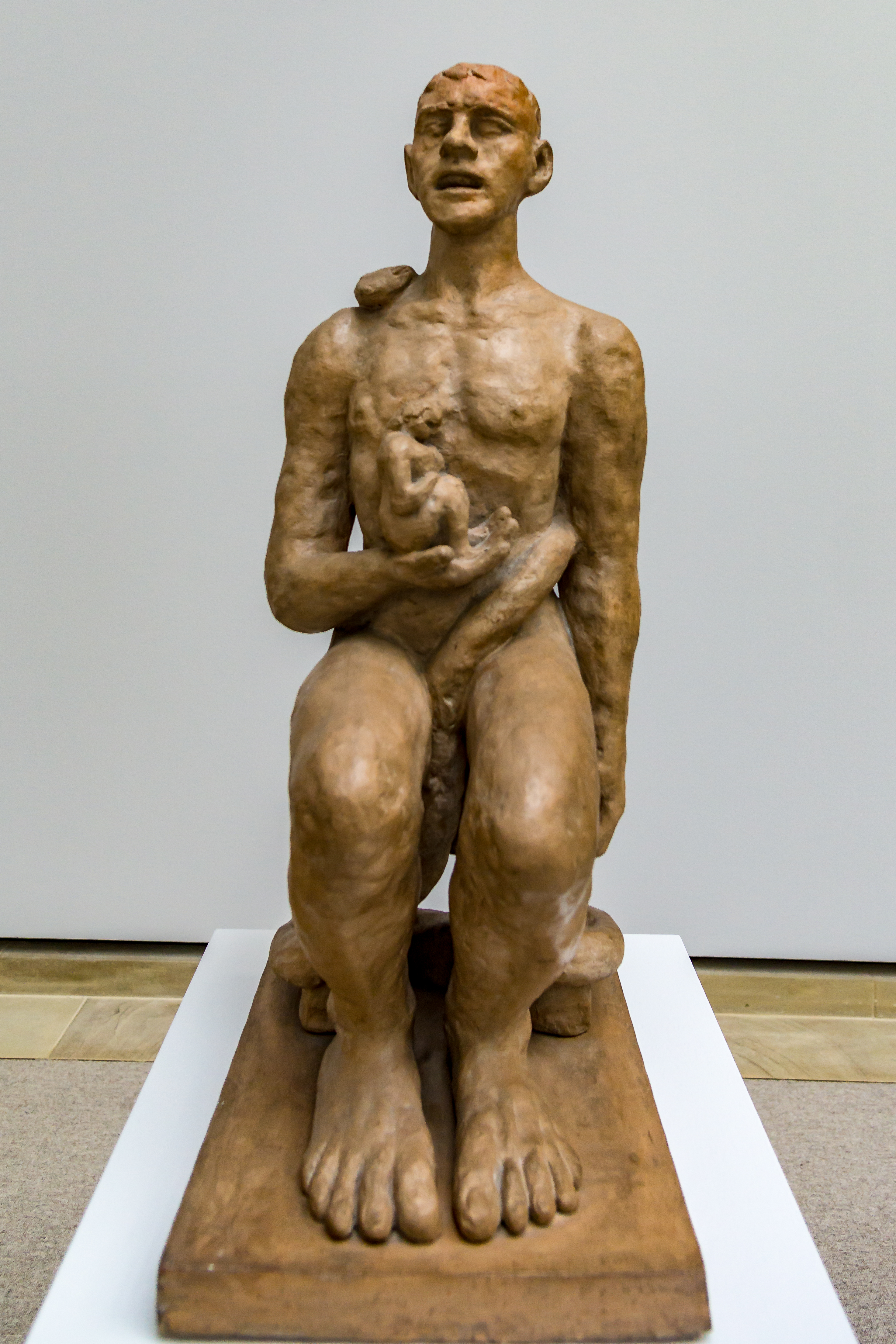
Adam und Eva (Terrakotta 1936), Staatsgalerie Stuttgart

Beckmann verließ Frankfurt im Jahr 1933 und lebte bis zu seiner Emigration in Berlin in der Hohenzollernstraße 27, später umbenannt in Graf-Spee-Straße 3 (heute Hiroshimastraße, Gebäude steht nicht mehr). Er lernte den Schriftsteller Stephan Lackner kennen, der ihm ein treuer Freund, Sammler und Interpret blieb. In dieser Zeit malte Beckmann auch viele anekdotenhafte Bilder wie Ochsenstall und Reise auf dem Fisch, Selbstbildnisse wie jenes mit schwarzer Kappe oder mit der Glaskugel, die die Unsicherheit seiner Situation reflektierten und zu überspielen versuchten. Auch begann er nun eine plastische Arbeit und schuf 1934 die Bronze Mann im Dunkeln, in der sich seine Position als unerwünschter Künstler manifestiert, sowie 1936 Adam und Eva, in der Adam eine winzige Eva in seiner rechten Hand hält. Die Urfassung in Gips befindet sich in der Hamburger Kunsthalle. Insgesamt sind acht Skulpturen von ihm geschaffen worden.

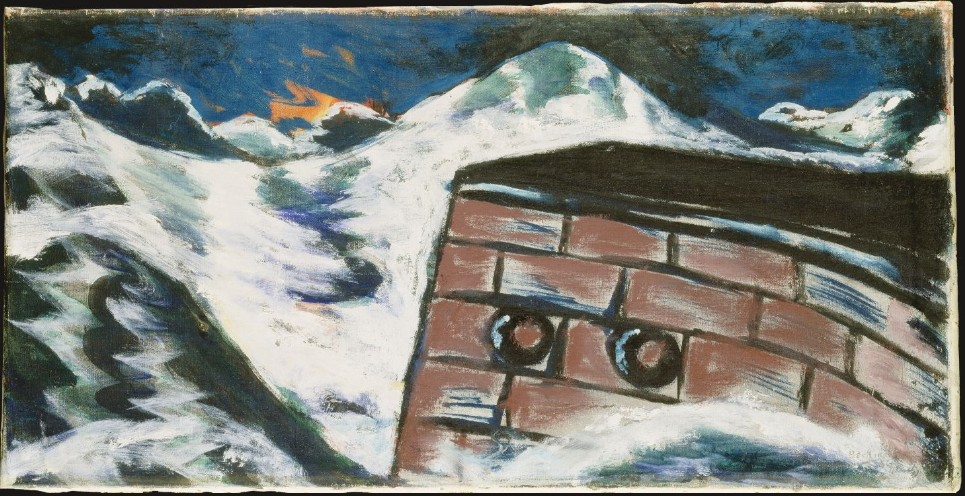
Die Kaimauer (1936), Städel, Frankfurt am Main

Bis zur Schließung der letzten DKB-Jahresausstellung 1936 im Hamburger Kunstverein – sein Ausstellungsbeitrag Die Kaimauer (1936, Öl auf Leinwand, 41 × 80,5 cm) befindet sich heute im Besitz des Frankfurter Städel Museums – war Beckmann Mitglied im Deutschen Künstlerbund, in den er bereits 1906 eingetreten war. 21 Werke Beckmanns wurden in der 1937 in den Münchener Hofarkaden veranstalteten Ausstellung „Entartete Kunst“ gezeigt und mehr als 650 „entartete“ Beckmann-Werke in deutschen Museen beschlagnahmt.
Darunter befand sich bspw. das verschollene Gemälde Der Strand (Am Lido) von 1927.
Am Tag der Rundfunkübertragung von Adolf Hitlers Rede zur Eröffnung der gleichzeitigen Großen Deutschen Kunstausstellung in München hat Max Beckmann Deutschland für immer verlassen. Seine in den Niederlanden lebende Schwägerin Hedda Schoonderbeek holte das Ehepaar Beckmann aus Berlin ab und begleitete sie am 19. Juli 1937 nach Amsterdam, die Reise war als Urlaubsfahrt getarnt. Zuerst in der Pension Bank, Beethovenstraat 89 untergebracht, konnten sie durch Vermittlung des Kunsthistorikers Hans Jaffé im Oktober in eine Wohnung mit Atelier am Rokin 85 einziehen.
Im Amsterdamer Exil malte er Selbstporträts wie Der Befreite, auf dem er Ketten sprengt. Tief verrätselte Bilder und weitere Triptychen mit teils mythologischen Themen prägen sein Exilwerk. Die Kohlenknappheit machte im Winter zeitweilig das Arbeiten im Atelier unmöglich. Dieser Umstand sowie die schwer zu beschaffenden Malmaterialien zwangen Beckmann dazu, phasenweise vorwiegend zeichnerisch zu arbeiten.

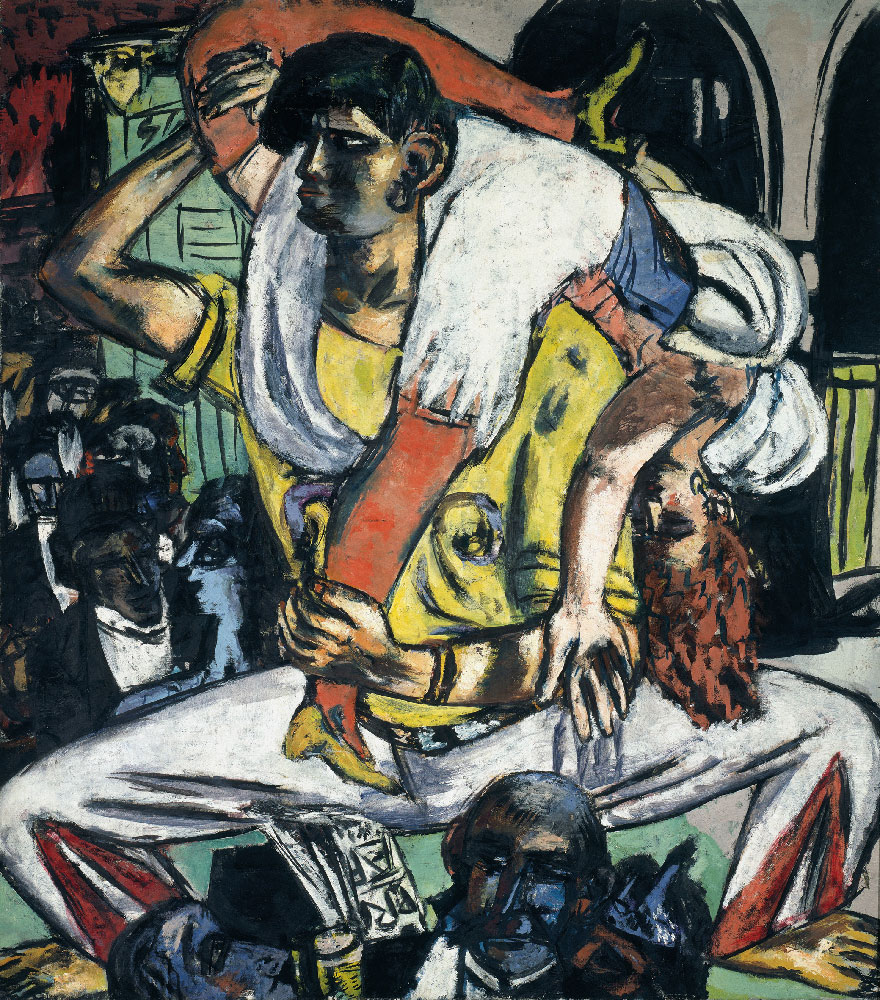
Apachentanz (1938), Kunsthalle Bremen. Video des ZDF zum Bild vom Februar 2021

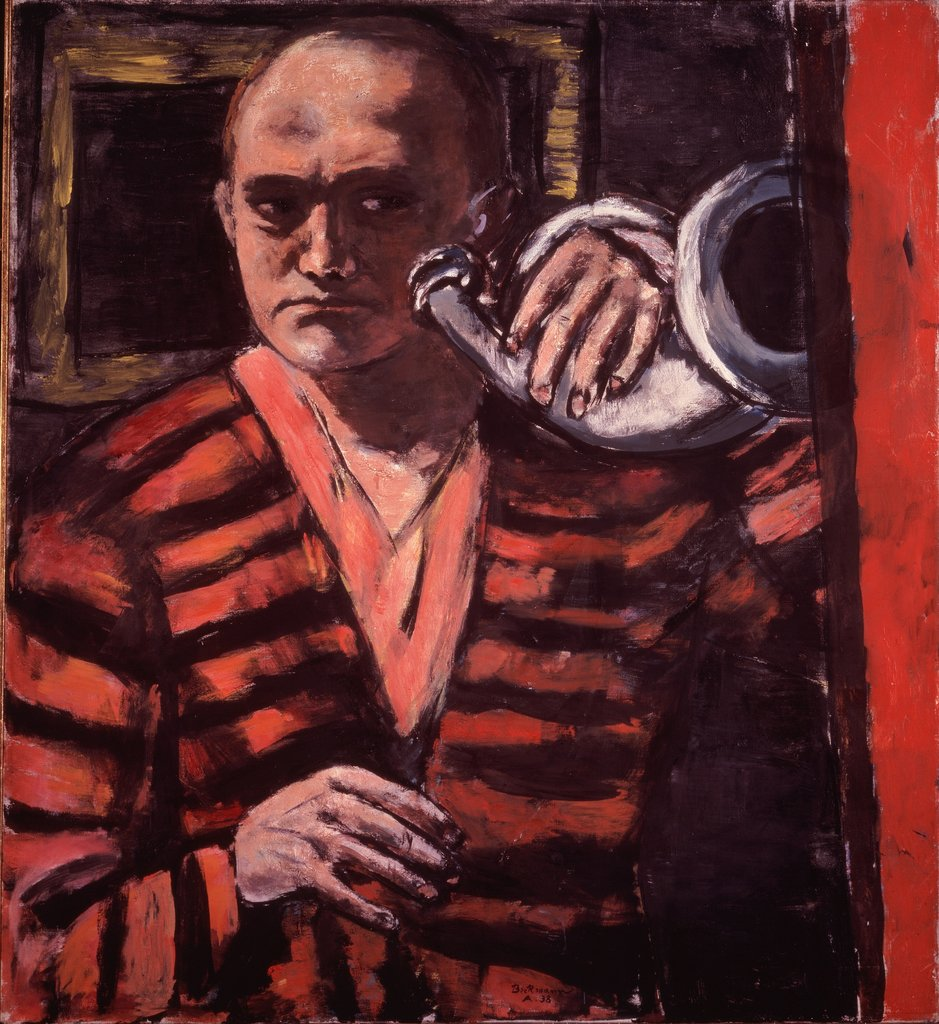
Selbstporträt mit Horn (1938), Neue Galerie New York

Am 21. Juni 1938 äußerte sich Beckmann in einer programmatischen Rede mit dem Titel „Meine Theorie der Malerei“ (On my Painting) in den New Burlington Galleries in London:

„Worauf es mir in meiner Arbeit vor allem ankommt, ist die Idealität, die sich hinter der scheinbaren Realität befindet. Ich suche aus der gegebenen Gegenwart die Brücke zum Unsichtbaren – ähnlich wie ein berühmter Kabbalist es einmal gesagt hat: „Willst du das Unsichtbare fassen, dringe, so tief du kannst, ein – in das Sichtbare.“ Es handelt sich für mich immer wieder darum, die Magie der Realität zu erfassen und diese Realität in Malerei zu übersetzen. – Das Unsichtbare sichtbar machen durch die Realität. – Das mag vielleicht paradox klingen – es ist aber wirklich die Realität, die das eigentliche Mysterium des Daseins bildet!“

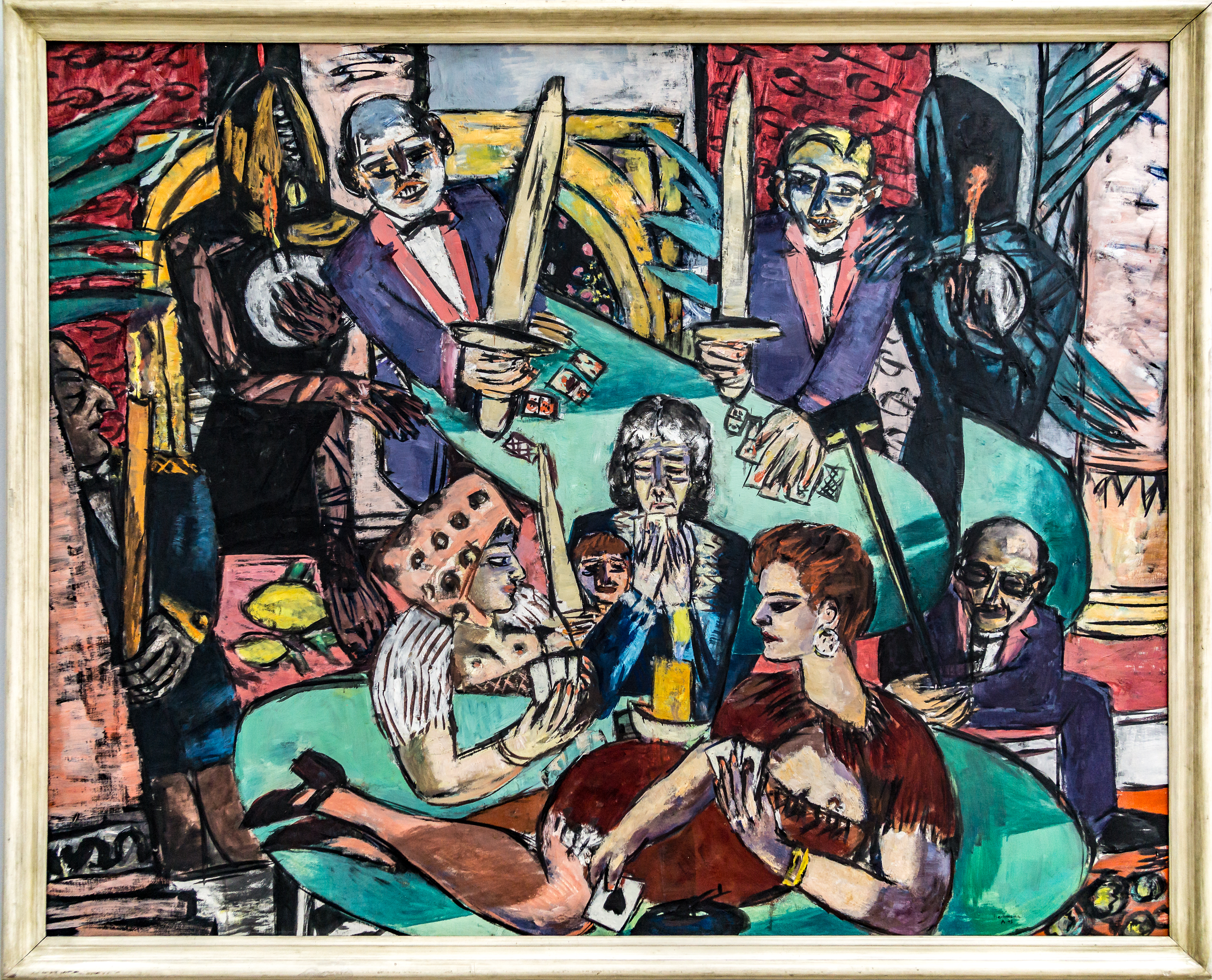
Traum von Monte Carlo (1939–1943), Staatsgalerie Stuttgart

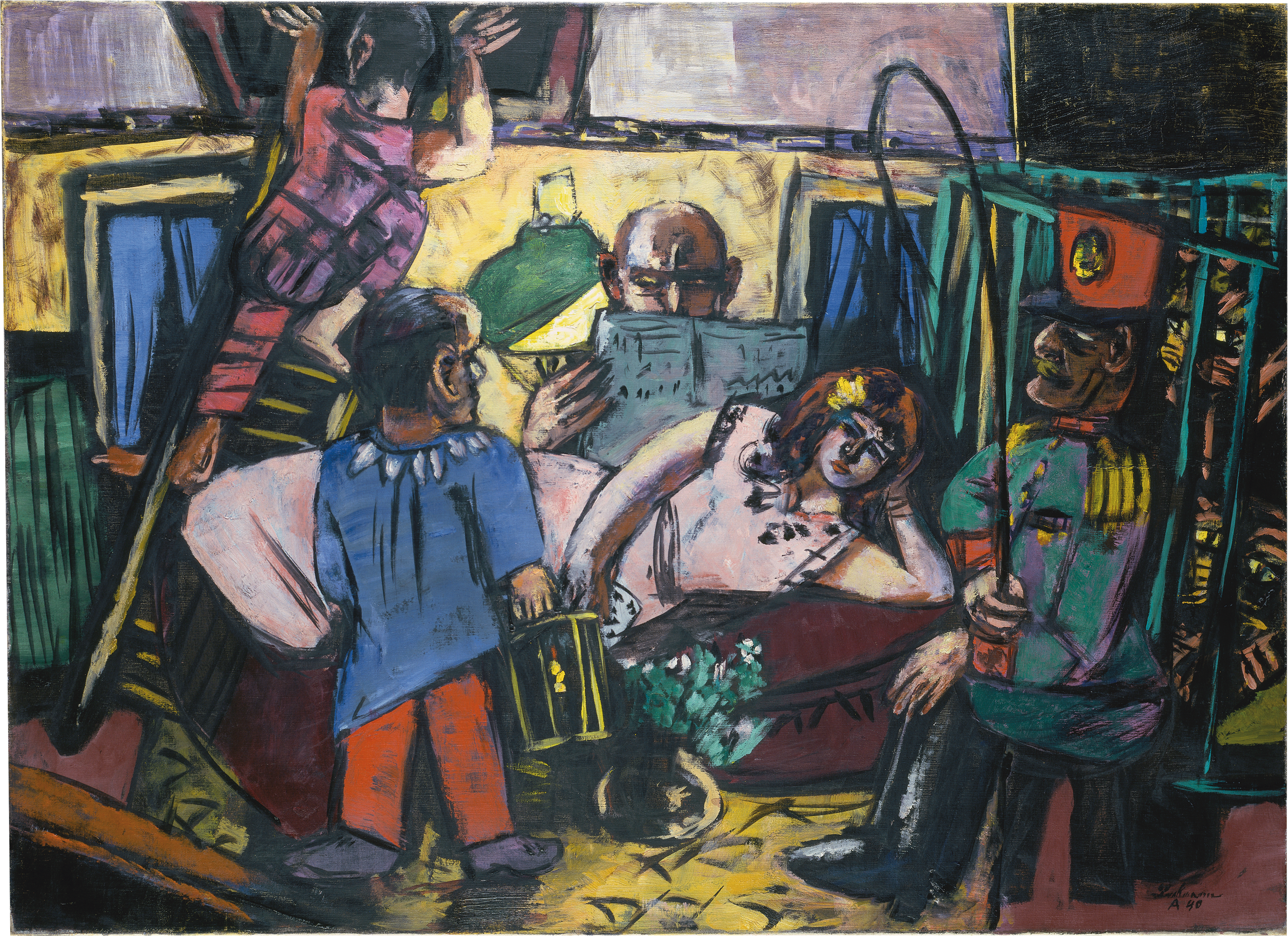
Zirkuswagen, 1940, Städel Museum, Frankfurt am Main

Seit 1939 bewarb Beckmann sich um ein Visum für die Vereinigten Staaten. Seine Bemühungen um eine Ausreise scheiterten jedoch, sodass er während der gesamten Kriegszeit in Amsterdam bleiben musste. Im Mai 1940 fand die Besetzung der Niederlande durch die deutsche Wehrmacht statt. In der Folge verbrannten er und seine zweite Frau Quappi ihre Tagebücher seit 1925. Beckmann musste sich 1942 einer Musterung der deutschen Wehrmacht unterziehen, er wurde jedoch durch die Vermittlung Erhard Göpels für untauglich erklärt. Er hielt Kontakte zu deutschen Widerstandskreisen, auch um Gisèle van Waterschoot van der Gracht und Wolfgang Frommel in Amsterdam, sowie zu den Malern Friedrich Vordemberge-Gildewart und Herbert Fiedler. Der Frankfurter Industrielle und Mäzen Georg Hartmann unterstützte Beckmann im Amsterdamer Exil durch Aufträge für aufwendige Buchprojekte: So illustrierte Beckmann 1941/42 die Apokalypse des Johannes und 1943/44 den zweiten Teil von Goethes Faust. Der aus Hamburg stammende Kunsthändler Helmuth Lütjens leitete die Amsterdamer Filiale der Firma Cassirer und unterstützte Max Beckmann in mehrerlei Hinsicht. Er sicherte ihm Einkünfte durch den Verkauf einiger seiner Werke, nahm andere in Verwahrung, etwa für den Sammler Stephan Lackner, und nahm den Maler und seine Frau in den letzten Kriegstagen in seinem Haus auf.
Nach Ende des Krieges mussten Beckmann und seine Frau noch über ein Jahr auf ihre Non-Enemy-Erklärung durch die niederländischen Behörden warten. Diese war Voraussetzung für den Zugriff auf seine Konten sowie für Auslandsreisen. Die erste dieser Reisen nach Kriegsende führte das Ehepaar im Frühjahr 1947 nach Paris, Nizza und die Côte d’Azur.

### Letzte Jahre

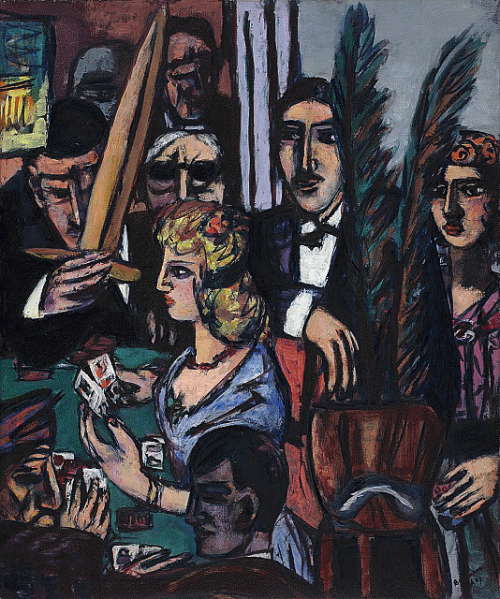
Baccarat (1947), Nelson-Atkins Museum of Art, Kansas City

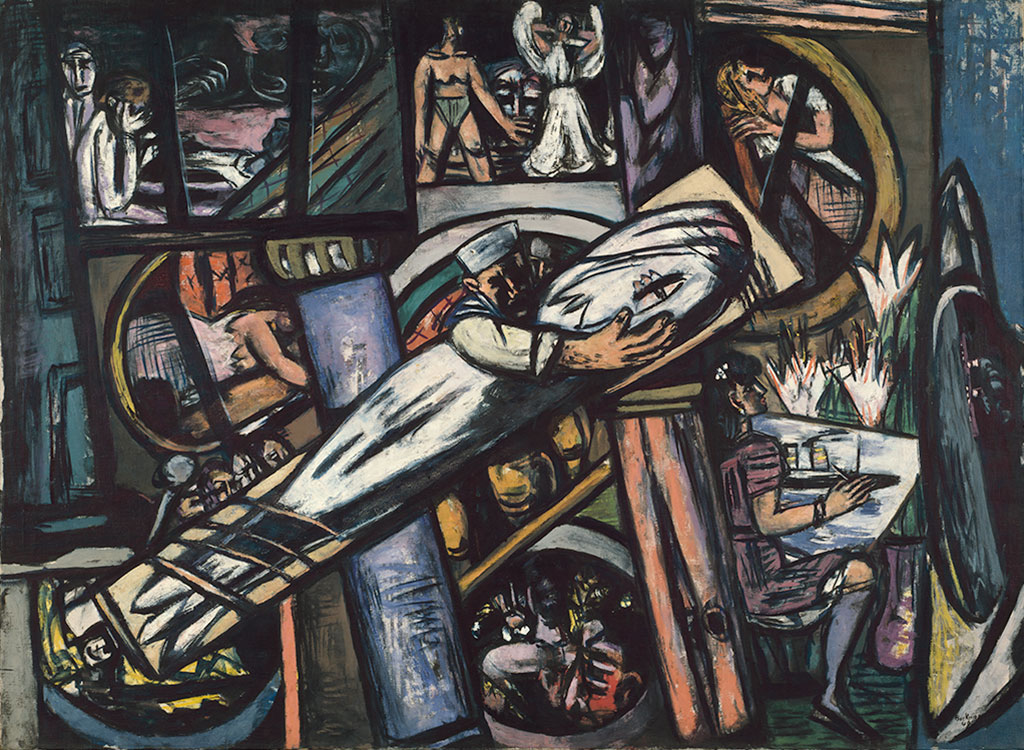
The Cabins (1948), Kunstsammlung Nordrhein-Westfalen, Düsseldorf

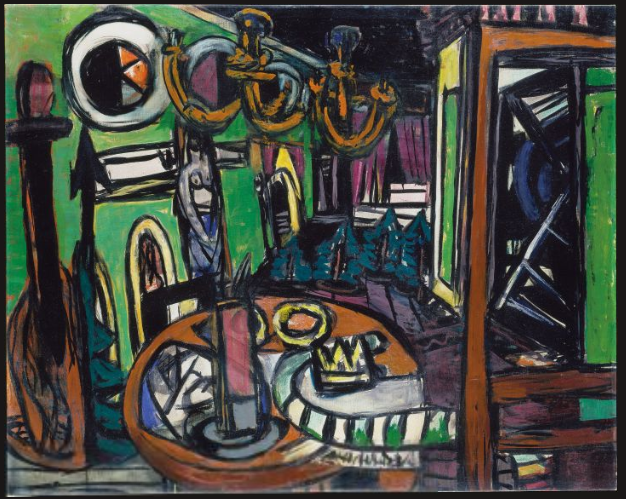
Hinter der Bühne (Backstage) (1950), Städel Museum, Frankfurt am Main

Erst im Sommer 1947 erhielten Max und Mathilde Beckmann Visa für die USA. Ab Ende September lehrte der Künstler erstmals seit 14 Jahren wieder und übernahm eine Meisterklasse an der School of Arts der Washington University in St. Louis. Zu seinen US-amerikanischen Schülern gehörten Walter Barker, Jack Bice und Nathan Oliveira. Mit seinen Kollegen an der Fakultät, Kenneth E. Hudson, Werner Drewes, Horst W. Janson und anderen hatten die Beckmanns regelmäßige Begegnungen und gegenseitige Einladungen. Mit Euretta und Perry T. Rathbone und dem Ehepaar Louise und Joseph Pulitzer III. – beide vermittelten dem Maler wichtige Kontakte – trafen sich Quappi und Max Beckmann häufig. Im Mai 1948 zeigte das Saint Louis Art Museum eine große Beckmann-Retrospektive, bei deren Eröffnung er anwesend war. Der Sammler Morton D. May (1914–1983) begann mit dem Aufbau seiner Beckmann-Sammlung im selben Jahr, heute die umfangreichste der Welt, nachdem er eine Ausstellung in Curt Valentins Buchholz Gallery besucht hatte. Die Sammlung vermachte er dem Saint Louis Art Museum. Auch May und seine Frau Margie zählen zu Beckmanns engerem Bekanntenkreis in St. Louis.
Neben Reisen quer durch die USA und Lehrtätigkeiten in Boulder (Colorado) und Carmel (Kalifornien) nahm Max Beckmann Ende 1949 eine Professur für Malen und Zeichnen an der Art School des Brooklyn Museums in New York an. Es fiel ihm zunehmend schwer, seine Kunst gegen die inzwischen populäre gegenstandslose Malerei durchzusetzen. Am 27. Dezember 1950 starb Max Beckmann an einem Herzinfarkt mitten auf der Straße in Manhattan (Central Park West, 61st St.). Das neunte Triptychon Argonauten hatte er wenige Stunden vor seinem Tod vollendet, sein zehntes Triptychon Ballettprobe blieb unvollendet.
Max Beckmann schuf in fünf Jahrzehnten etwa 850 (843 lt. dem 2021 erschienenen Werkverzeichnis der Kaldewei Kulturstiftung) Ölgemälde, Tausende von Zeichnungen, Illustrationen, Skizzen und Entwürfe. Seit dem Ersten Weltkrieg entstanden fast 400 Lithographien, Radierungen und Holzschnitte und ab Mitte der 1930er Jahre bis zum letzten Lebensjahr acht Plastiken, die in Bronze gegossen wurden.

## Rezeption

### Max Beckmann auf dem Kunstmarkt

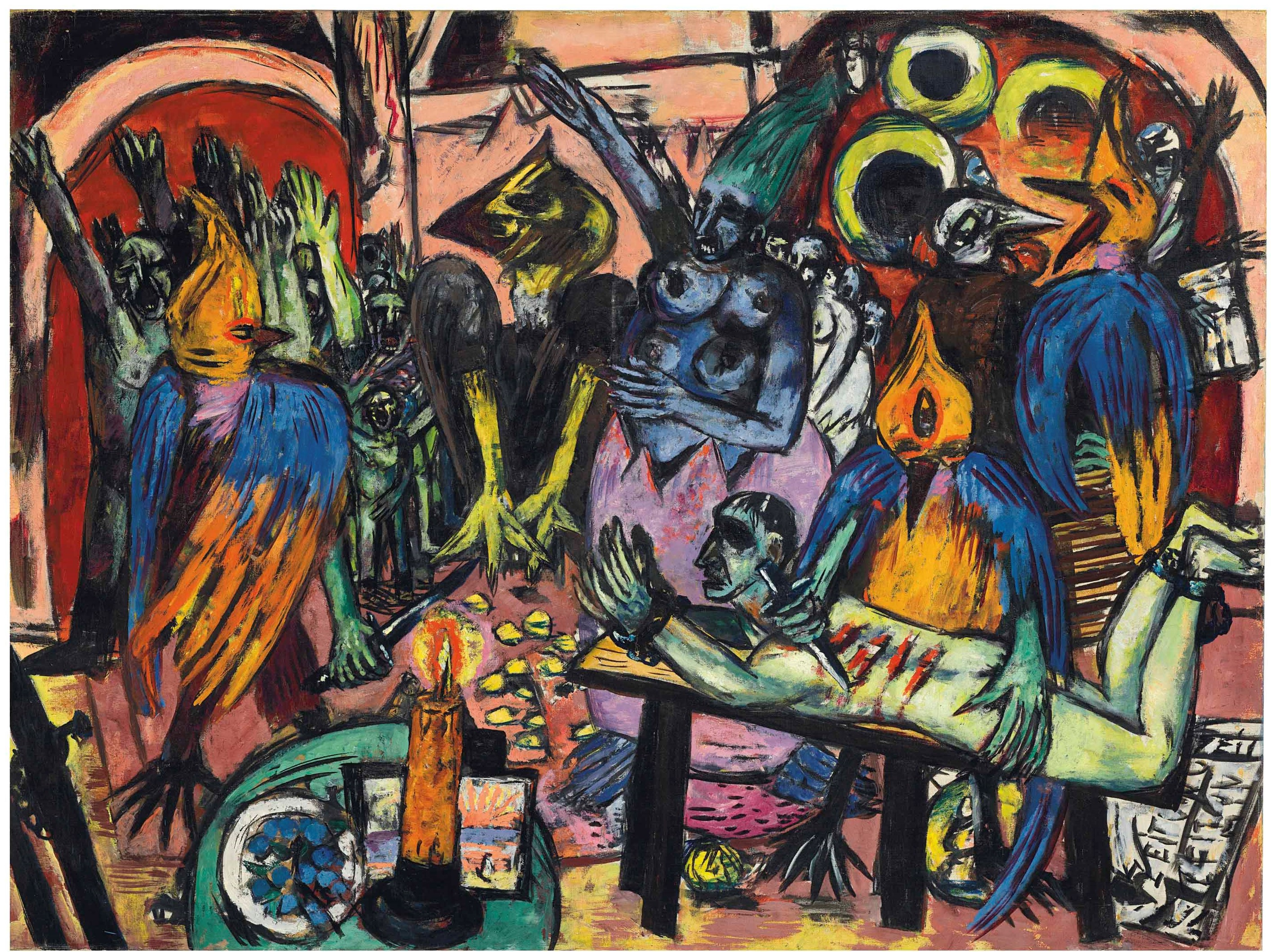
Hölle der Vögel (1937/38)

Max Beckmanns Werke erzielen sehr hohe Preise. Im Jahr 2001 wurde sein Selbstbildnis mit Horn aus der Privatsammlung von Stephan Lackner in New York für 20.500.000 USD versteigert. Ronald Lauder kaufte es für seine Neue Galerie New York. Sein Gemälde Blick auf Vorstädte am Meer bei Marseille aus dem Jahr 1937 wurde im November 2009 für 2,6 Millionen Euro versteigert; es war damit das teuerste deutsche Gemälde des wirtschaftlich schwierigen Auktionsjahres 2009. 2017 wurde sein Gemälde Hölle der Vögel für 36 Millionen GBP versteigert. Nie zuvor wurde für ein Kunstwerk des deutschen Expressionismus so viel bezahlt.

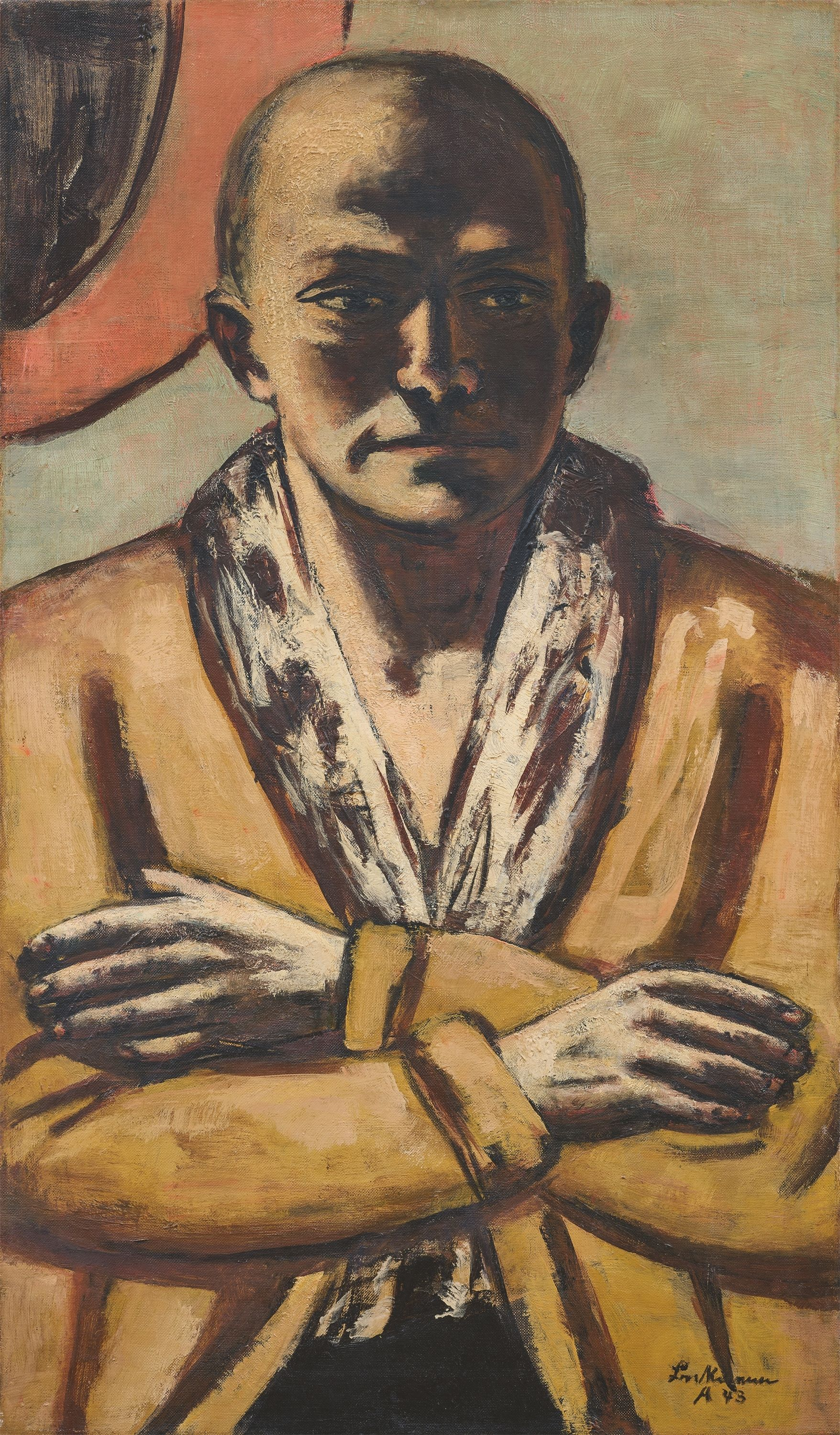
Selbstbildnis gelb-rosa (1943), Sammlung Würth, Künzelsau

Am 1. Dezember 2022 wurde Beckmanns Selbstbildnis gelb-rosa (1943) in Berlin vom Auktionshaus Villa Grisebach für 20 Mio. Euro versteigert (23,2 Mio. Euro inkl. Nebenkosten, ursprünglicher Schätzwert: 20–30 Millionen Euro). Wenig später gab sich der Unternehmer Reinhold Würth als Käufer zu erkennen. Das Selbstbildnis ist das teuerste je in Deutschland versteigerte Kunstwerk und löste Beckmanns 1942 geschaffenes Weiblicher Kopf in Blau und Grau (Die Ägypterin) ab, das am 31. Mai 2018 für 4,7 Mio. Euro versteigert worden war. Beckmann malte das Selbstbildnis gelb-rosa während seines Exils in Amsterdam und schenkte es seiner Frau Mathilde, die es bis zu ihrem Tod 1986 behielt. Danach gelangte das Werk in eine Schweizer Sammlung. Öffentlich ausgestellt wurde das Gemälde erst in den 1990er-Jahren. 1996 vermittelte es die Berliner Galerie Pels-Leusden für „eine Summe im Bereich einiger Millionen Mark“ an einen privaten Käufer.

### Zeugnisse von Künstlern der Gegenwart
In Weltkunst Nr. 179 im Januar 2021 werden Meinungen zu Beckmanns Werk von beispielsweise Elvira Bach, Cecily Brown, Markus Lüpertz und Neo Rauch beschrieben. Anlass hierfür war die Veröffentlichung des digitalen Werkverzeichnisses der Hamburger Kunsthalle. Elvira Bach führte aus, dass nur wenige Künstler sie inspiriert hätten, aber Max Beckmann dazu gehört habe. „Vor allem seine starken Konturen haben meine Kunst in den Achtzigerjahren beeinflusst.“ Cecily Brown gab an, dass Beckmann immer wichtig für sie gewesen sei. „Die Kühnheit seiner Visionen und deren Umsetzung ist in der Kunst des 20. Jahrhunderts fast unübertroffen. Ich habe mir alles in seinem Werk genau angeschaut und bin von seinen Zeichnungen und Druckgrafiken genauso beeinflusst wie von seiner Malerei.“ Markus Lüpertz zitierte ein Gedicht aus seinem Buch Zwei Kerzen leuchten. Für Max Beckmann aus dem Jahr 2006. Neo Rauch formulierte: „Sein Schaffen wirkt deshalb so überwältigend, weil er der Nachtseite der menschlichen Existenz, der Sphäre des Traumes ein Vordringen tief in das Alltagsgeschehen hinein ermöglichte.“
Ellen Harvey schuf im Rahmen der Ausstellung Max Beckmann. Departure in der Pinakothek de Moderne die Videoinstallation Max Goes for a Walk (2022) und nutzte dafür die Ansichtskartensammlung aus dem Nachlass des Malers im Max Beckmann Archiv.

### Max Beckmann in der Sammlung Moderne Kunst in der Pinakothek der Moderne und das Max Beckmann Archiv
Die Bayerischen Staatsgemäldesammlungen bewahren mit 37 Werken den größten europäischen Gemäldebestand Max Beckmanns, mit dem Max Beckmann Archiv darüber hinaus auch das umfangreichste dem Künstler gewidmete Archiv. Kunstsammlung und Archiv mit den schriftlichen Nachlässen des Künstlers bilden eine weltweit einzigartige Einheit, auf die sich die Dokumentation, Erforschung sowie die Präsentation des künstlerischen Œuvres in diversen Ausstellungen seit Jahrzehnten gründet.
Das Max Beckmann Archiv wird von dem gemeinnützigen Verein Freunde des Max Beckmanns Archivs e. V. gefördert. Das seit Jahrzehnten stetig angewachsene Archiv umfasst mittlerweile über 5000 Briefe, darunter fast 500 Autografen Max Beckmanns, aber auch Briefe von u. a. Ernst Barlach, Walter Benjamin, Gottfried Benn, Sigmund Freud, Käthe Kollwitz oder Thomas Mann. Eigene große Bestandsgruppen stellen die Briefwechsel Max Beckmanns mit dem Kunsthändler Günther Franke, dem Schriftsteller Stephan Lackner und dem Münchner Verleger Reinhard Piper dar, sowie etwa 1000 Briefe des Frankfurter Expressionismus-Sammlers und Mäzens Carl Hagemann. Im Archiv befinden sich darüber hinaus 6000 Fotografien, etwa 60.000 Zeitungsausschnitte und weit über 1400 Spezialpublikationen. Zu den wichtigsten Neuzugängen gehört die 2015 erhaltene Schenkung der Familiennachlässe Max Beckmanns, die u. a. Briefe, Skizzen- und Tagebücher, Fotoalben und die Originalbibliothek des Künstlers enthalten.
Als Forschungszentrum und Wissensspeicher ist das Max Beckmann Archiv zentrale Anlaufstelle für eine wissenschaftliche Auseinandersetzung mit Werk und Person des Künstlers. Neben einer fortwährenden Tiefenerschließung der Bestände unterstützt es durch die Bereitstellung von Materialien Ausstellungen und Publikationen und ermöglicht die Durchführung von Forschungsprojekten. Hierzu bietet das Archiv Möglichkeiten zur selbstständigen Recherche und berät oder begleitet wissenschaftliche Vorhaben. Die Bestände des Künstlerarchivs sind öffentlich zugänglich und können nach vorheriger Anmeldung von allen Interessierten genutzt werden.
Das Max Beckmann Archiv wurde 1977 durch die Max Beckmann Gesellschaft e. V. gegründet. Die Bestände des 1951 ins Leben gerufenen Vereins wurden Grundstock des Archivs, mit dem Ziel, dieses als Forschungseinrichtung zum Werk Beckmanns und seiner Rezeption zu etablieren. Diese seit annähernd einem halben Jahrhundert bestehende Anbindung des Archivs an die Bayerischen Staatsgemäldesammlungen in München nimmt den Ausgang bei Beckmanns Freundes- und Familienkreis im München der 1920er Jahre. Beckmanns zweite Frau, Mathilde „Quappi“ Kaulbach, stammte aus Malerfamilie Friedrich August von Kaulbach und wuchs in Ohlstadt bei Murnau sowie in München auf. Der Kunsthändler Günther Franke hatte das Werk Beckmanns seit den 1920er Jahren in München gehandelt, jahrzehntelang gesammelt und seine 30 Werke umfassende Sammlung 1974 als Vermächtnis den Bayerischen Staatsgemäldesammlungen übergeben. So sind das Archiv und die Beckmann-Forschung eng mit der Geistes- und Zeitgeschichte der Stadt verwoben.
Nach Beckmanns Tod 1950 wurden München und das nahegelegene Murnau wichtige Orte der Beckmann-Aktivitäten. Lilly von Schnitzler, Mäzenin und Sammlerin des Künstlers seit den 1920er Jahren, gründete mit weiteren Freunden in Murnau 1951 die Max Beckmann Gesellschaft. Ebenso verdient um das Werk Beckmanns machte sich Peter Beckmann, der ehedem bei München lebende einzige Sohn des Künstlers, mit seiner Frau Maja Beckmann. Zentrum der Beckmann-Aktivitäten blieb München durch das umfangreiche Werkverzeichnis der Gemälde, das von Erhard Göpel und nach dessen Tod von Barbara Göpel bis zur Veröffentlichung 1976 in München erarbeitet wurde und deren Materialien nach dem Tod Barbara Göpels 2018 ebenfalls an das Max Beckmann Archiv übergeben wurden.
Durch die Aktivitäten der Freunde und Förderer Beckmanns und später durch Kunsthistoriker der Bayerischen Staatsgemäldesammlungen fanden in München zahlreiche bedeutende Ausstellungen zum Werk Beckmanns statt (Gedächtnisausstellung, Haus der Kunst 1951; Retrospektive zum 100. Geburtstag, Staatsgalerie moderner Kunst 1984; Exil in Amsterdam, Pinakothek der Moderne 2007, DEPARTURE, Pinakothek der Moderne 2022/2023). Der zur Unterstützung des Archivs gegründete Verein, der sich 2020 in „Freunde des Max Beckmann Archivs“ umbenannt hat, veranstaltet jährlich Vortragsveranstaltungen, zu denen bedeutende Persönlichkeiten wie Martin Mosebach, Herta Müller, Hanns Zischler, Neo Rauch und Florian Illies gewonnen wurden. Innovative Forschungsbeiträge wurden seit 1994 in den Heften des Max Beckmann Archivs versammelt. Besonders zu erwähnen sind als herausragende Leistungen der Forschungen am Max Beckmann Archiv das abgeschlossene u. a. von der Deutschen Forschungsgemeinschaft DFG geförderte Gesamtverzeichnis der Skizzenbücher (2005–2007) sowie die laufende Digitale Gesamtedition von Max Beckmanns Tagebüchern (seit 1/2020).

### Max Beckmann in der Hamburger Kunsthalle
Im Dezember 2020, im 70. Todesjahr Beckmanns, erwarb die Kunsthalle Hamburg sein Selbstbildnis Florenz (1907), das sie bereits seit 1991 als Leihgabe besaß, für 4 Millionen Euro aus dem Nachlass. Es sei das teuerste Gemälde, das die Kunsthalle je erworben habe, hieß es. Das Museum beherbergt weltweit einen der bedeutendsten Max-Beckmann-Bestände mit etwa 25 Gemälden und Plastiken sowie 250 Werken auf Papier. Der Anlass war die Ausstellung des Hauses Max Beckmann. männlich-weiblich, die zu diesem Zeitpunkt aufgrund der Corona-Pandemie geschlossen war, aber bis zum 14. März verlängert wurde.

### Digitales Werkverzeichnis der Kaldewei Kulturstiftung
Im Januar 2021 stellte die Hamburger Kunsthalle das Werkverzeichnis seiner Gemälde für alle Interessierten kostenfrei online. Im Auftrag der Kaldewei Kulturstiftung hat Anja Tiedemann das Werkverzeichnis von Erhard und Barbara Göpel aus dem Jahr 1976 erweitert, aktualisiert und ergänzt.

### Max Beckmann im Städel-Museum

Max Beckmann, Selbstbildnis mit Sektglas, 1919, Städel Museum, Frankfurt am Main

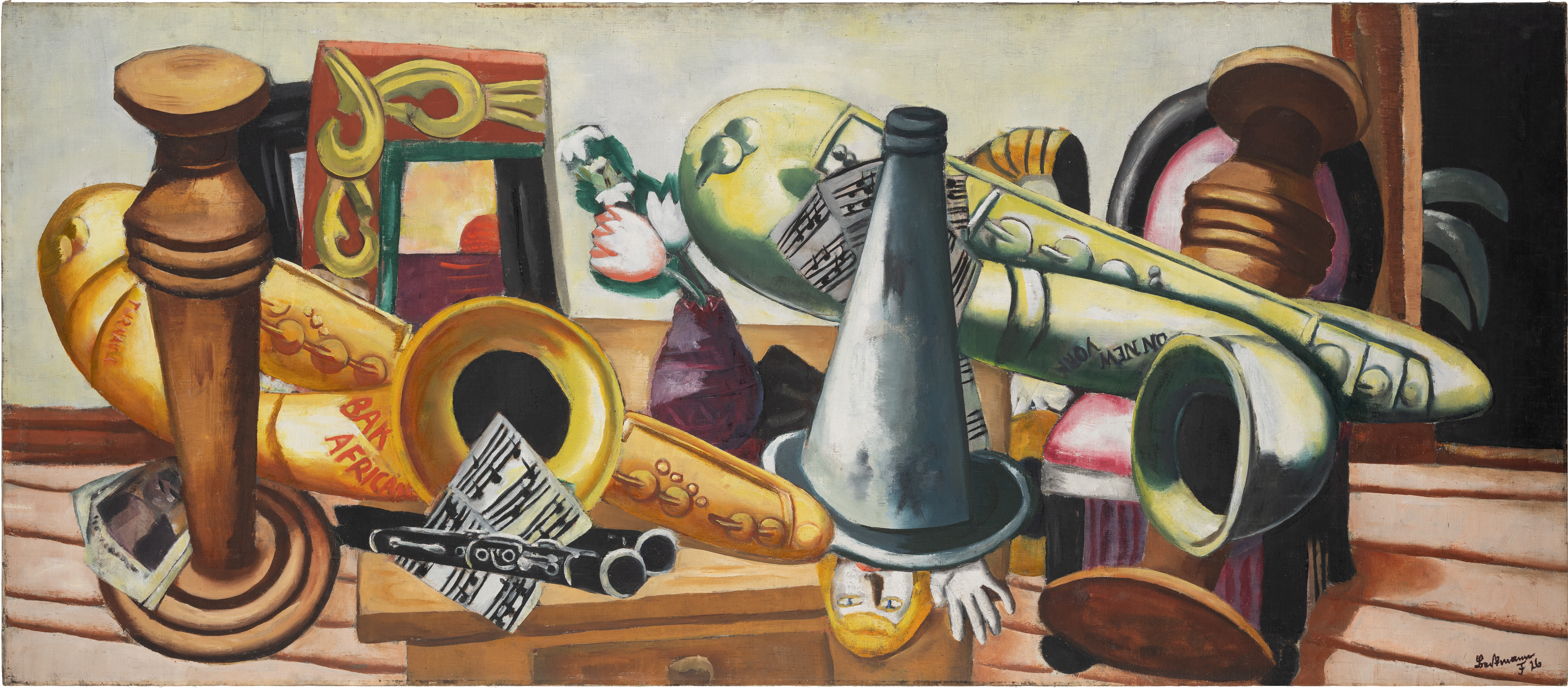
Max Beckmann, Stillleben mit Saxofonen, 1926, Städel Museum, Frankfurt am Main

Das Städel Museum in Frankfurt am Main verfügt ebenfalls über eine umfangreiche Beckmann-Sammlung. Im Oktober 2020 konnte es das Selbstbildnis mit Sektglas (1919) zu einem nicht genannten Preis erwerben, das es bereits als Leihgabe besaß. Seitdem Beckmanns Werke ab Anfang 2021 dem Urheberrecht nicht mehr unterliegen, stellt das Museum die Werke seiner Sammlung zum Kopieren frei, auch kommerzielle Nutzung ist erlaubt.

### Schwabinger Kunstfund
Im Zusammenhang mit dem Schwabinger Kunstfund 2012 wurde Beckmanns Gouache Löwenbändiger aus dem Jahr 1930 bekannt. Im Spätsommer 2011 ließ Cornelius Gurlitt sie als Erbe seines Vaters, des Kunsthändlers Hildebrand Gurlitt durch das Auktionshaus Lempertz in Köln versteigern; sie wurde für 871.200 € verkauft. Vor der Auktion wurde ermittelt, dass das Gemälde aus dem Nachlass des jüdischen Kunsthändlers und -sammlers Alfred Flechtheim stammte. Cornelius Gurlitt erreichte zuvor mit den Erben Flechtheims einen Vergleich, um Restitutionsforderungen zu vermeiden. Es wird vermutet, dass er die Hälfte des Verkaufspreises den Erben überlassen habe.

## Ehrungen

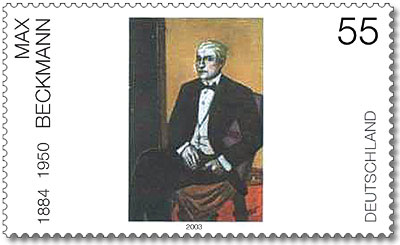
Briefmarke der Deutschen Post AG mit dem Werk Junger Argentinier

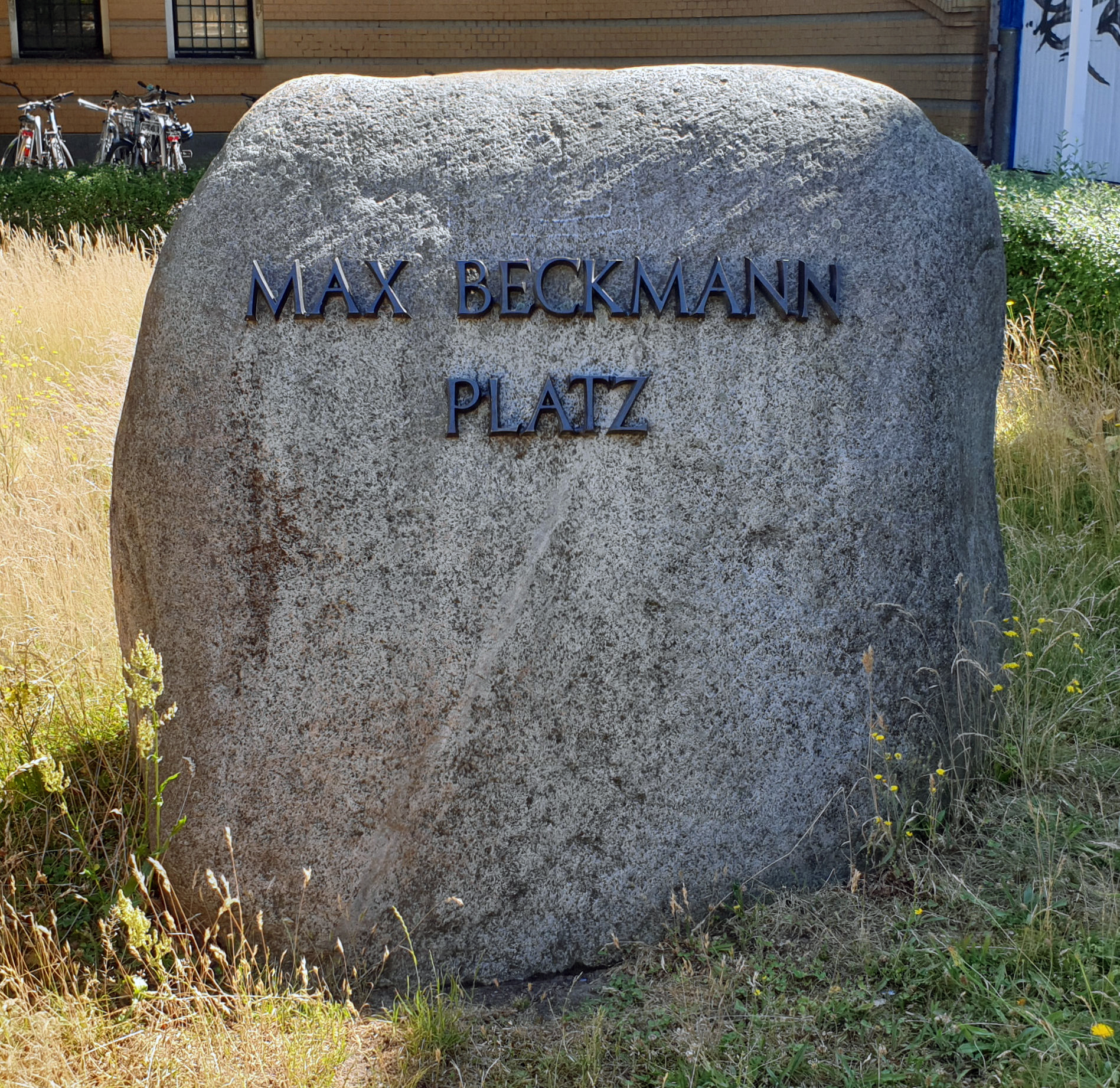
Gedenkstein Max-Beckmann-Platz in Berlin-Hermsdorf

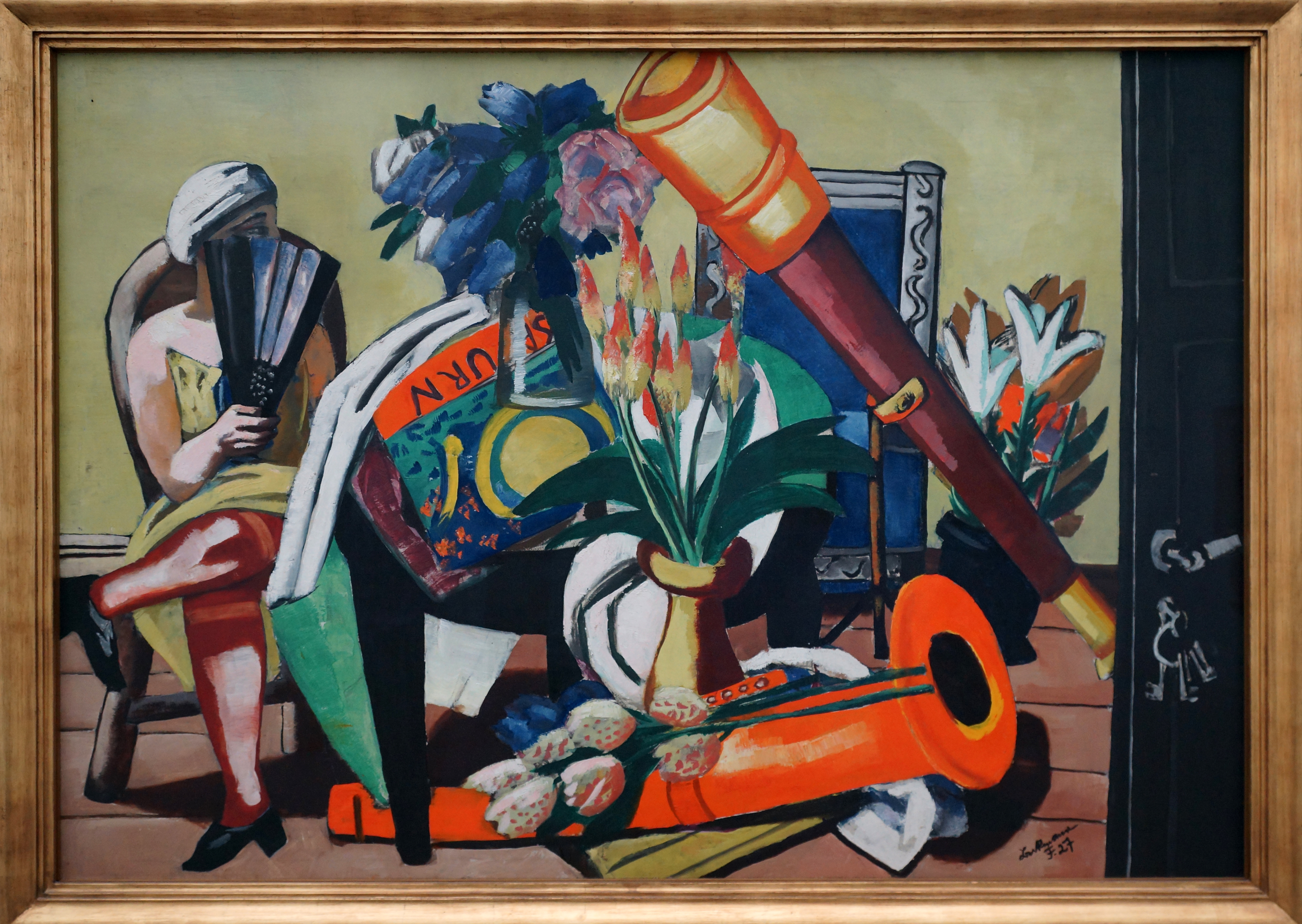
Stillleben mit Fernrohr (1927). Pinakothek der Moderne, München

- Im Jahr 1906 erhielt Beckmann den Ehrenpreis des Deutschen Künstlerbundes, verbunden mit einem Aufenthalt in der Villa Romana in Florenz.
- 1928 erhielt er den Reichsehrenpreis Deutscher Kunst.
- 1929 Honorable Mention des Carnegie Instituts mit dem Werk Die Loge.
- 1939 erhielt er für Versuchung den ersten Preis der Golden Gate International Exposition in San Francisco.
- 1949 erhielt er den ersten Preis des Carnegie Instituts für Fischerinnen.
- 1950 wurde dem Künstler die Ehrendoktorwürde durch die Washington University in St. Louis verliehen sowie der Conte-Volpi-Preis der Biennale von Venedig.[49]
- Nach Beckmann ist eine Grundschule in Nürnberg benannt[50] sowie die Max-Beckmann-Oberschule in Berlin und die Max-Beckmann-Schule in Frankfurt am Main. Dort gibt es auch die Max-Beckmann-Straße in Sachsenhausen. In Berlin-Hermsdorf gibt es seit 1987 den Max-Beckmann-Platz und einen Gedenkstein.[51]
- In Frankfurt am Main wird seit 1978 alle drei Jahre der mit 50.000 Euro dotierte Max-Beckmann-Preis verliehen.
- Beckmann ist seit 2003 Namensgeber für den Asteroiden (48434) Maxbeckmann.
- Ebenfalls 2003 gab die Deutsche Post AG eine Briefmarke mit dem Werk Beckmanns Junger Argentinier (1929) heraus. Vorausgegangen war eine Briefmarke der Deutschen Bundespost aus dem Jahr 1974 mit seinem Gemälde Stillleben mit Fernrohr.[52]
- Eine Gedenkstele für Beckmann wurde 2012 am Museum der bildenden Künste in Leipzig aufgestellt.[53]
- Max Beckmann Distinguished Visitorship der American Academy in Berlin 2017.[54]

### Werkverzeichnisse
- Hans Martin Freiherr von Erffa (Hrsg.): Barbara Göpel und Erhard Göpel: Max Beckmann. Katalog der Gemälde. (= Schriften der Max Beckmann Gesellschaft. 3). 2 Bände. Bern 1976.
- James Hofmaier: Max Beckmann. Catalogue raisonné of his Prints. 2 Bände. Bern 1990.
- Stephan von Wiese: Max Beckmann. Das zeichnerische Werk 1903–1925. Düsseldorf 1978.
- Mayen Beckmann, Siegfried Gohr (Hrsg.): Max Beckmann. Aquarelle und Pastelle. Werkverzeichnis der Arbeiten auf Papier. DuMont, Köln 2006, ISBN 3-8321-7698-5.
- Benno Reifenberg, Wilhelm Hausenstein: Max Beckmann. Werke und Leben/Der Maler in dieser Zeit. Verlag R. Piper & Co., München 1949.
- Christiane Zeiller: Max Beckmann: Die Skizzenbücher – The Sketchbooks. Mit einem Beitrag von Gerd Presler. 2 Bände. Hatje Cantz, Ostfildern 2010, ISBN 978-3-7757-2274-2. (Werkverzeichnis dt./engl.)
- Online-Werkverzeichnis, herausgegeben von der Kaldewei Kulturstiftung, abrufbar seit 15. Januar 2021. Online.
- Kaldewei Kulturstiftung (Hrsg.) mit den Bayerischen Staatsgemäldesammlungen – Max Beckmann Archiv, München und der Hamburger Kunsthalle. Max Beckmann. Die Gemälde. 2 Bände mit Supplement, limitierte und nummerierte Auflage von 200 Exemplaren. Ahlen 2021.

### Bestandskataloge
- Felix Billeter: Max Beckmann in der Pinakothek der Moderne. Ostfildern 2008.

- Lynette Roth: Max Beckmann at the Saint Louis Art Museum. The Paintings. München, London, New York 2015.

### Illustrationen
- Johannes Guthmann: Eurydikes Wiederkehr in drei Gesängen. Mit neun Lithographien von Max Beckmann. Berlin 1909.

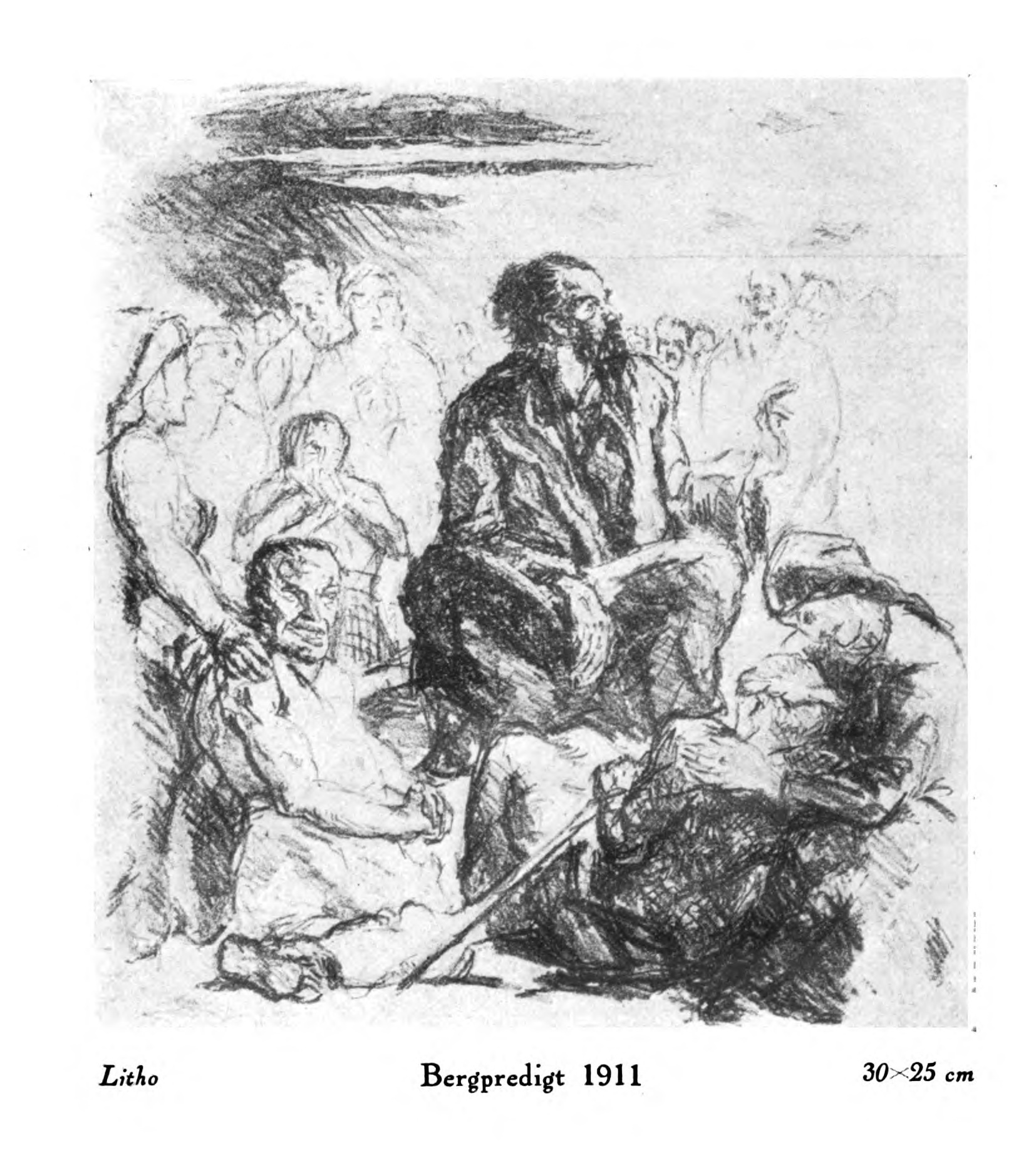
Bergpredigt, (1911)

- Sechs Lithographien zum Neuen Testament. Berlin 1911
- Sieben Originallithographien zu Dostojewskijs Aus einem Totenhaus. Das Bad der Sträflinge. In: Kunst und Künstler. Band 11, 1912, S. 289–296.
- Die erste Kriegswoche in Berlin nach Mitteilungen Berliner Tageszeitungen mit sieben Zeichnungen von Max Beckmann. In: Kunst und Künstler. Band 13, 1914/15, S. 53–60.
- Kriegslieder des XV. Korps / 1914–1915 / von den Vogesen bis Ypern. Berlin o. J. (1915)
- Kasimir Edschmid: Die Fürstin. Mit 6 Originalradierungen von Max Beckmann. Weimar 1917. Neuausgabe Frankfurt unter anderem 1972.

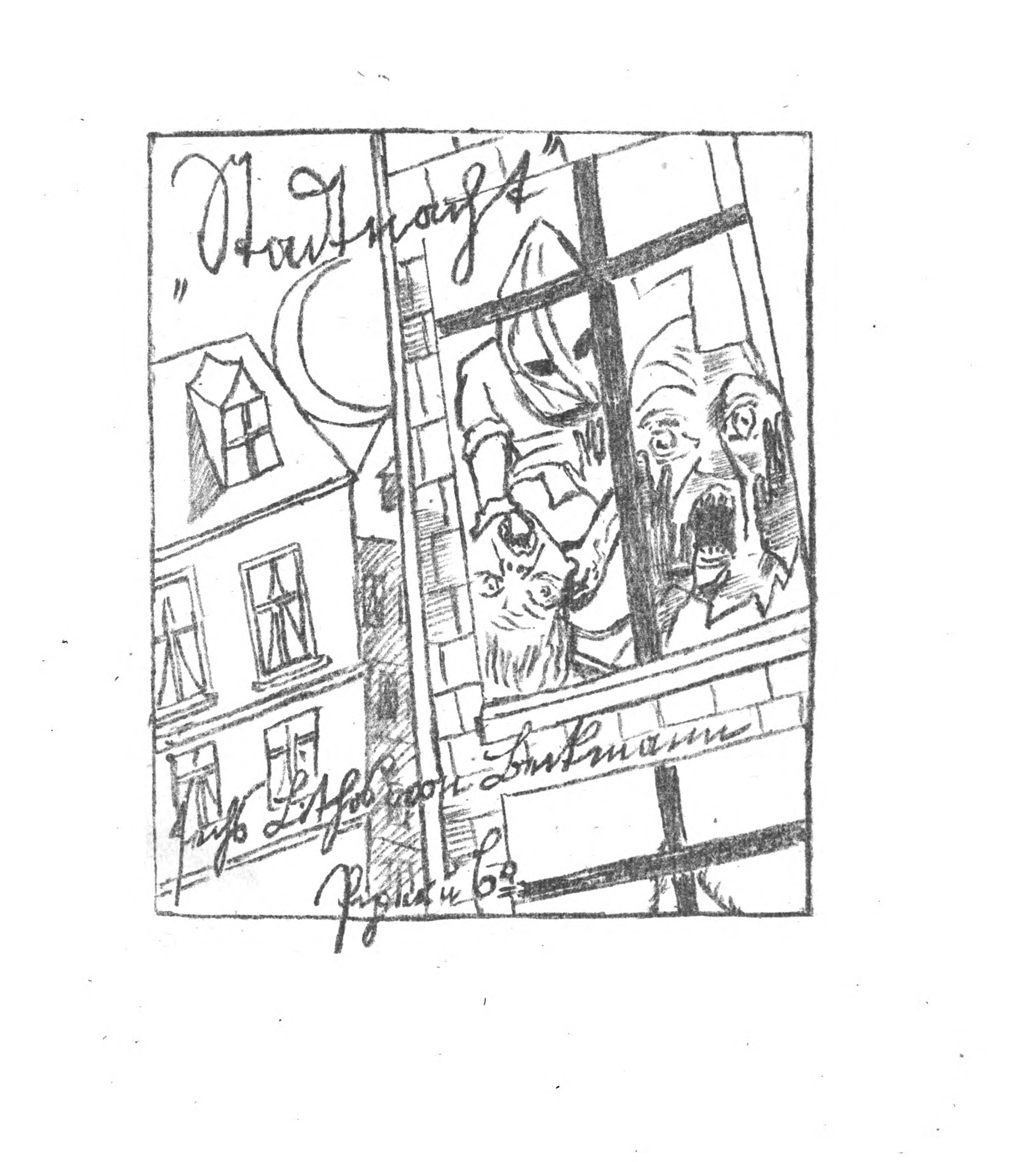
Stadtnacht, (1921)

- Stadtnacht. Sieben Lithographien von Max Beckmann zu Gedichten von Lili von Braunbehrens. München 1921.
- Clemens Brentano: Das Märchen von Fanferlieschen Schönefüßchen. Mit 8 Radierungen von Max Beckmann. Berlin 1924. (auch 1977 im Verlag Philipp Reclam jun. Leipzig mit Nachwort von Claus Träger und Nachbemerkung von Bernhard Heisig)
- Stephan Lackner: Der Mensch ist kein Haustier. Drama. Mit 7 Original Lithographien von Max Beckmann. Paris 1937. (Neuausgabe Worms 1977; Uraufführung: Tübingen 1993)
- Apokalypse. Mit 27 Lithographien von Max Beckmann. Frankfurt 1943. Neuausgaben Frankfurt unter anderem 1974; Leipzig 1989
- Johann Wolfgang von Goethe: Faust II Mit Bildern von Max Beckmann. Frankfurt 1957. (München 1970; Frankfurt 1982)

### Schriften und Vorträge
- Beitrag in: Im Kampf um die Kunst. Die Antwort auf den „Protest deutscher Künstler“. Piper, München 1911, S. 37 (online).
- Gedanken über zeitgemäße und unzeitgemäße Kunst. Eine Erwiderung von Max Beckmann. In: Pan. Band 2, 1912, S. 499–502.
- Beitrag zu: Das neue Programm. In: Kunst und Künstler. Band 12, 1914, S. 301.
- Feldpostbriefe aus Ostpreußen mit zehn Zeichnungen von Max Beckmann. Zusammengestellt von Minna Beckmann-Tube. In: Kunst und Künstler. Band 13, 1914/15, S. 126–133.
- Feldpostbriefe aus dem Westen von Max Beckmann. Zusammengestellt von Minna Beckmann-Tube. In: Kunst und Künstler. Band 13, 1914/15, S. 461–467.
- Briefe im Kriege. Gesammelt von Minna Tube. Berlin 1916.
- Vorwort zu: Max Beckmann. Graphik. Graphisches Kabinett I. B. Neumann. Berlin 1917, S. 3.
- Beitrag in: Schöpferische Konfession. (= Tribüne der Kunst und Zeit. Band 13). Berlin 1920, S. 61–67.
- Beitrag zu: Über den Wert der Kritik (Eine Rundfrage an die Künstler). In: Der Ararat. Band 2, 1921, S. 132.
- Das Hotel. Drama in vier Akten. (geschrieben 1921) München 1984; Uraufführung: München 1984.
- Ebbi. Komödie von Max Beckmann. Wien (Zweiter Druck der Johannespresse) 1924; Reprint Berlin 1973; Uraufführung: Paderborn 1980.
- Der Damenfreund oder Das Spiel mit dem Feuer (geschrieben 1922–24), unpubliziert, Originalmanuskript: Bayerische Staatsgemäldesammlungen, Max Beckmann Archiv, Max Beckmann Nachlässe.
- Autobiographie. In: Hrsg. R. Piper & Co zum 19. Mai 1924. o. O., o. J., (Magdeburg 1924) S. 10–11.
- Der Künstler im Staat. In: Europäische Revue. Band 3, 1927, S. 288–291.
- Die soziale Stellung des Künstlers. Vom Schwarzen Seiltänzer. (geschrieben 1927) In: Sonderdruck für die Teilnehmer des Pirckheimer-Jahrestreffens vom 25. bis 27. Mai 1984 in Cottbus. Leipzig 1984.
- [Sechs Sentenzen zur Bildgestaltung]. In: Max Beckmann. Das gesammelte Werk. Gemälde, Graphik, Handzeichnungen aus den Jahren 1905 bis 1927. Städtische Kunsthalle Mannheim 1928, S. 3 f.
- Beitrag zu: Nun sag’, wie hast Du’s mit der – Politik? In: Frankfurter Zeitung. Weihnachts-Ausgabe 1928.
- Über meine Malerei. Vortrag, gehalten in den New Burlington Galleries, London 1938. In: Beiheft: Lebensdaten und Selbstzeugnisse. zur Bildmappe: Beispiele: Kunst in der Verfolgung. Entartete Kunst (Ausstellung) 1937 in München. Hrsg. Landesinstitut für Erz. und Unterricht Stuttgart. Neckar, Villingen-Schwenningen 1998, S. 7–12 (mit ausf. Biographie; ferner Texte von Gustav Schiefler über Die Brücke zu Erich Heckel; von Karl Hofer, Paul Klee, Oskar Schlemmer unter anderem) Übersetzung ins Engl: On my painting. Buchholz Gallery Curt Valentin, New York 1941. Deutsche Fassung online: siehe Weblinks
- Speech, Given to his first Class in the United Staates at Washington University in St. Louis. Gehalten 1947. In: Mathilde Q. Beckmann: Mein Leben mit Max Beckmann. München 1983, 1985, S. 198–200.
- Letters to a Woman Painter. In: College Art Journal. Band 9, Fall 1949, S. 39–43.
- Ansprache für die Freunde und die Philosophische Fakultät der Washington University in St. Louis 1950. In: Süddeutsche Zeitung. 8./9. Juni 1951.
- Can Painting be Taught? Beckmann’s Answer. In: The Art News. Band 50, Nr. 1, 1951, S. 39f.
- Peter Beckmann, Joachim Schaffer (Hrsg.): Die Bibliothek Max Beckmanns. Unterstreichungen, Kommentare, Notizen und Skizzen zu seinen Büchern. Wernersche Verlagsgesellschaft, Worms 1992.
- Max Beckmann: Über meine Malerei. In: Architektur und Kunst. Bd. 36, Heft 3, 1949, S. 92–95.

### Briefe und Tagebücher
- Briefe im Kriege. Gesammelt von Minna Tube. Berlin 1916.
- Ursula Harter, Stephan von Wiese: Max Beckmann und J. B. Neumann. Der Künstler und sein Händler in Briefen und Dokumenten 1917–1950. Verlag der Buchhandlung Walther König, Köln 2011, ISBN 978-3-86560-795-9.

- Briefe. Hrsg. von Klaus Gallwitz, Uwe M. Schneede und Stephan von Wiese unter Mitarbeit von Barbara Goltz.

Band I: 1899–1925. München 1993
Band II: 1925–1937. München 1994
Band III: 1937–1950. München 1996
- Briefe an I. B. Neumann. Hrsg. von Mayen Beckmann und Michael Semler. Privatdruck, Berlin 1997.
- Frühe Tagebücher. 1903/04. 1912/13. Hrsg. von Doris Schmidt. München 1985.
- Leben in Berlin. Tagebuch 1908–1909. Hrsg. von Hans Kinkel. München 1966; Neuausgabe München 1983.
- Tagebücher 1940–1950. Zusammengestellt von Mathilde Q. Beckmann. Hrsg. von Erhard Göpel. München 1955. Neuauflage München 1979

### Erinnerungen an Max Beckmann
- Käthe von Porada: Der rote Teppich. Typoskript, ausgekoppelt aus Poradas unveröffentlichten Memoiren, ca. 1930, Bayerische Staatsgemäldesammlungen, Max Beckmann Archiv.
- Rudolf M. Heilbrunn: Erinnerung an Max Beckmann. In: Das Kunstwerk 5 (1951), Heft 2, S. 57–58.

- Reinhard Piper: Mein Leben als Verleger. Vormittag – Nachmittag. München 1964.
- Stephan Lackner: Ich erinnere mich gut an Max Beckmann. Mainz 1967.
- Lili von Braunbehrens: Gestalten und Gedichte um Max Beckmann. Dortmund 1969.
- Stephan Lackner: Selbstbildnis mit Feder. Berlin 1988.
- Mathilde Q. Beckmann: Mein Leben mit Max Beckmann. München 1983, 1985.
- Minna Tube: Erinnerungen an Max Beckmann. In: Doris Schmidt (Hrsg.): Max Beckmann: Frühe Tagebücher. München 1985, S. 157–186.
- Marie-Louise von Motesiczky: Max Beckmann als Lehrer. Erinnerungen einer Schülerin des Malers. In: Frankfurter Allgemeine. 11. Januar 1964; wieder in: Marie-Louise von Motesiczky. Katalog der Österreichischen Galerie im Oberen Belvedere. Wien 1994.
- Rudolf M. Heilbrunn: Zehn Nachtwachen. Lebenserinnerungen, aufgezeichnet im Durchgangslager Westerbork. Frankfurt am Main 2000.

### Monografien zum Gesamtwerk
nach Erscheinungsjahr geordnet 
- Hans Kaiser: Max Beckmann. Cassirer, Berlin 1913.
- Leonie von Wilkens: Beckmann, Max. In: Neue Deutsche Biographie (NDB). Band 1, Duncker & Humblot, Berlin 1953, ISBN 3-428-00182-6, S. 728 f. (Digitalisat).
- Stephan Kaiser: Max Beckmann. Stuttgart 1962.
- Friedhelm W. Fischer: Der Maler Max Beckmann. Köln 1972.
- ders.: Max Beckmann – Symbol und Weltbild. München 1972.
- Stephan Lackner: Max Beckmann. Köln 1979.
- Peter Beckmann: Max Beckmann – Leben und Werk. Stuttgart/Zürich 1982.
- Stephan Lackner: Max Beckmann. München 1983.
- Reinhard Spieler: Max Beckmann 1884–1950 – Der Weg zum Mythos. Köln 1994.
- Stephan Reimertz: Max Beckmann. (rororo-Monographie). Rowohlt, Reinbek 1995, 5. Auflage 2008, ISBN 978-3-499-50558-4.
- Stephan Reimertz: Max Beckmann: Biographie. Luchterhand, München 2003.
- Uwe M. Schneede: Max Beckmann. Beck, München 2011, ISBN 978-3-406-62440-7.
- Siegfried Gohr: Max Beckmanns Motive. Einladung zur Werkbetrachtung. Köln 2019.

### Monografien zu einzelnen Werken, Zyklen und Werkgruppen
- Erhard Göpel: Max Beckmann – Der Zeichner. München 1954.
- Hildegard Zenser: Max Beckmann – Selbstbildnisse. München 1984.
- F. Erpel: Max Beckmann – Leben im Werk. Die Selbstbildnisse. München 1985.
- Dietrich Schubert: Max Beckmann, Auferstehung und Erscheinung der Toten. Wernersche Verlagsgesellschaft, Worms 1985, ISBN 3-88462-039-8.
- Max Beckmann „Selbstbildnis mit rotem Schal“ 1917. In: Norbert Berghof (Red.): Beispiele: Kunst in der Verfolgung. Entartete Kunst (Ausstellung) München 1937. Mappe (mit farb. Abb.) und Beiheft: Lebensdaten und Selbstzeugnisse. Neckar, Villingen-Schwenningen 1987, DNB 890463743.
- Nina Peter: Max Beckmann. Landschaften der Zwanziger Jahre. Dissertation. Frankfurt am Main 1993, ISBN 3-631-45316-7.
- Dagmar Walden-Awodu: „Geburt“ und „Tod“. Max Beckmann im Amsterdamer Exil: Eine Untersuchung zur Entstehungsgeschichte seines Spätwerks (= Manuskripte für Kunstwissenschaft in der Wernerschen Verlagsgesellschaft 48). Wernersche Verlagsgesellschaft, Worms 1995, ISBN 3-88462-947-6.
- Ortrud Westheider: Die Farbe Schwarz in der Malerei Max Beckmanns. Reimer, Berlin 1995, ISBN 3-496-01143-2 (zugl. Dissertation Universität Hamburg).
- Michael Viktor Schwarz: Philippe Soupault über Max Beckmann. Beckmann und der Surrealismus. Freiburg i. Br. 1996, ISBN 3-7930-9126-0.
- Helmut G. Schütz: Sphinx Beckmann. Exemplarische Annäherungen an Max Beckmanns Kunst. scaneg Verlag, München 1997, ISBN 3-89235-112-0.
- Stephan Reimertz: Max Beckmann und Minna Tube: Eine Liebe im Porträt. Rowohlt Berlin, Berlin 1996, ISBN 3-87134-262-9; Neuausgabe: Eine Liebe im Porträt: Minna Tube, Künstlerin im Schatten von Max Beckmann. Rowohlt, Reinbek 2002, ISBN 3-499-22768-1.
- Reinhard Spieler: Max Beckmann. Bildwelt und Weltbild in den Triptychen. Dissertation. Köln 1998
- Christiane Zeiller: Max Beckmann – Die frühen Jahre, 1899–1907. Dissertation. VDG, Weimar 2003, ISBN 3-89739-359-X.
- Olaf Peters: Max Beckmann. Vom schwarzen Seiltänzer. Max Beckmann zwischen Weimarer Republik und Exil. Berlin 2005.
- Jörg Schneider: Religion in der Krise. Die bildenden Künstler Ludwig Meidner, Max Beckmann und Otto Dix meistern ihre Erfahrung des Ersten Weltkrieges. Gütersloh 2006, ISBN 3-579-03495-2.
- Max Beckmann. Traum des Lebens. Hrsg. Zentrum Paul Klee. Hatje Cantz Verlag, Ostfildern 2006, ISBN 3-7757-1694-7.
- Max Beckmann. Exil in Amsterdam. Hrsg. Pinakothek der Moderne. Hatje Cantz, Ostfildern 2007, ISBN 978-3-7757-1837-0.
- Françoise Forster-Hahn: Max Beckmann in Kalifornien. Exil, Erinnerung und Erneuerung. Deutscher Kunstverlag, München / Berlin 2007, ISBN 978-3-422-06733-2.
- Anabelle Kienle:  Max Beckmann in Amerika (= Studien zur internationalen Architektur- und Kunstgeschichte. Band 57). Michael Imhof Verlag, Petersberg 2008, ISBN 978-3-86568-243-7.
- Gerd Presler: Max Beckmann. Die Geheimschrift des Lebens. In: Das Skizzenbuch. Glücksfall der Kunstgeschichte. Weingarten 2017, ISBN 978-3-00-056940-1, S. 114–121. (deutsch-englisch)
- Petra Kipphoff: Max Beckmann: Der Maler als Schreiber. zu Klampen Verlag, Springe 2021, ISBN 978-3-86674-805-7.

### Ausstellungskataloge
- Klaus Gallwitz (Hrsg.): Max Beckmann – Die Triptychen im Städel. Katalog zur Ausstellung in der Städt. Galerie im Städelschen Kunstinstitut Frankfurt/Main 16. April – 21. Juni 1981. Frankfurt am Main 1981.
- Max Beckmann – Die Hölle 1919. Katalog zur Ausstellung des Kupferstichkabinetts Staatliche Museen Preußischer Kulturbesitz Berlin, 21. Oktober – 18. Dezember 1983. Berlin 1983, ISBN 3-88609-099-X.
- Max Beckmann – Frankfurt 1915–1933. Eine Ausstellung zum 100. Geburtstag. Städtische Galerie im Städelschen Kunstinstitut Frankfurt/Main 18. November 1983 bis 12. Februar 1984.
- Carla Schulz-Hoffmann, Judith C. Weiss (Hrsg.): Max Beckmann Retrospektive. Katalog zu den Ausstellungen: Haus der Kunst München 25. Februar – 22. April 1984, Nationalgalerie Berlin 18. Mai – 29. Juli 1984, The Saint Louis Art Museum 7. September – 4. November 1984, Los Angeles County Museum of Art 9. Dezember 1984 bis 3. Februar 1985. München 1984.
- Klaus Gallwitz (Hrsg.): Max Beckmann. Gemälde 1905–1950. Katalog zur Ausstellung Museum für bildende Künste Leipzig, 21. Juli – 23. September 1990, Stuttgart 1990.
- Max Beckmann Selbstbildnisse. Katalog zu den Ausstellungen Hamburger Kunsthalle 19. März – 23. Mai 1993 und Staatsgalerie moderner Kunst München 9. Juni – 25. Juli 1993. Stuttgart 1993.
- Max Beckmann – Landschaft als Fremde. Katalog zu den Ausstellungen Hamburger Kunsthalle, 7. August – 8. November 1998, Kunsthalle Bielefeld 29. November 1998 bis 14. Februar 1999, Kunstforum Wien 12. März – 6. Juni 1999. Ostfildern-Ruit 1998.
- Christian Lenz: Stephan Lackner – der Freund Max Beckmanns mit Beiträgen von Stephan Lackner, Marco Pesarese und Christiane Zeiller. Hefte des Max Beckmann Archivs 5. Katalog zur Ausstellung in der Staatsgalerie moderner Kunst München 3. Februar – 9. April 2000.
- Christian Lenz: Max Beckmann und die Alten Meister – „Eine ganz nette Reihe von Freunden“. Katalog zur Ausstellung in der Alten Pinakothek München (2000). Heidelberg 2000, ISBN 3-926318-77-5.
- Klaus Gallwitz, Ortrud Westheider: Max Beckmann – Menschen am Meer. Katalog zur Ausstellung des Bucerius Kunst Forums Hamburg 9. November 2003 bis 1. Februar 2004. Ostfildern-Ruit 2003.
- Thomas Döring, Christian Lenz: Max Beckmann Selbstbildnisse – Zeichnung und Druckgraphik. Katalog zu den Ausstellungen: Neue Pinakothek München 17. November 2000 bis 28. Januar 2001 und Herzog Anton Ulrich-Museum Braunschweig 22. Februar – 6. Mai 2001. (Heidelberg) 2000.
- Pinakothek der Moderne (Hrsg.): Max Beckmann – Exil in Amsterdam. Ostfildern 2007 (Hatje Cantz), ISBN 978-3-7757-1837-0. Katalog zur Ausstellung im Van Gogh Museum, Amsterdam (6. April – 19. August 2007) und in der Pinakothek der Moderne, München (13. September 2007 bis 6. Januar 2008).
- Bernhard Mendes Bürgi, Nina Peter (Hrsg.): Max Beckmann – Die Landschaften. Hatje Cantz, Ostfildern 2011, ISBN 978-3-7757-3146-1. Katalog zur Ausstellung im Kunstmuseum Basel, 4. September 2011 bis 22. Januar 2012.
- Jutta Schütt: Beckmann & Amerika. Hatje Cantz, Ostfildern 2011, ISBN 978-3-7757-2986-4. Katalog zur Ausstellung im Städelschen Kunstinstitut, Frankfurt am Main, 7. Oktober 2011 bis 8. Januar 2012.
- Max Beckmann. Apokalypse. Visionen der Endzeit in Überlieferung und Moderne. Katalog zur Ausstellung im Schlossmuseum Murnau, Murnau 2010, ISBN 978-3-932276-37-8.
- Roman Zieglgänsberger (Bearb.): „O mein Liebling ich werde so bös zu dir sein.“ Quappi und Max Beckmann im Gemälde Weiblicher Akt mit Hund, Katalog zur Ausstellung im Museum Wiesbaden 2012, ISBN 978-3-89258-093-5.
- Roman Zieglgänsberger (Hrsg.): Goethe – Faust – Beckmann, Katalog zur Ausstellung im Museum Wiesbaden, München 2014, ISBN 978-3-7774-2283-1.
- Karin Schick, Hubertus Gaßner (Hrsg.): Max Beckmann. Die Stillleben. Prestel Verlag, München 2014, ISBN 978-3-7913-5409-5. Katalog zur Ausstellung in der Hamburger Kunsthalle, 5. September 2014 bis 18. Januar 2015.
- Museum Barberini (Hrsg.), Kunsthalle Bremen (Hrsg.): Max Beckmann. Welttheater. Prestel Verlag, München 2017, ISBN 978-3-7913-5696-9. Katalog zu den Ausstellungen in der Kunsthalle Bremen, 30. September 2017 bis 4. Februar 2018, und dem Museum Barberini, Potsdam, 24. Februar 2018 bis 10. Juni 2018.
- Tobias G. Natter (Hrsg.): The Self-Portrait: From Schiele to Beckmann. Katalog zur Ausstellung der Neuen Galerie New York, Prestel Verlag, München u. a. 2019, ISBN 978-3-7913-5859-8.
- Karin Schick (Hrsg.) für die Hamburger Kunsthalle: Max Beckmann. weiblich–männlich. Katalog zur Ausstellung in der Hamburger Kunsthalle, 25. September 2020 bis 14. März 2021. Prestel, München 2020, ISBN 978-3-7913-5977-9.
- Städels Beckmann/Beckmanns Städel. Die Jahre in Frankfurt. Katalog zur Ausstellung im Städel 9. Dezember 2020 bis 29. August 2021, dt./engl. Städel, Frankfurt am Main, ISBN 978-3-947879-07-6.
- Achim Sommer (Hrsg.): Max Beckmann. Day and Dream: eine Reise von Berlin nach New York. Katalog zur Ausstellung im Max Ernst Museum Brühl des LVR, 27. September 2020 bis 11. April 2021. Wienand, Köln 2020, ISBN 978-3-86832-601-7.
- Oliver Kase, Sarah Louisa Henn, Christiane Zeiller: Max Beckmann. Departure. Katalog zur Ausstellung in der Pinakothek der Moderne in München, 25. November 2022 – 12. März 2023. Ostfildern 2022, ISBN 978-3-7757-5244-2.

## Filme
- Max Beckmann. Der Maler. (Alternativtitel: Max Beckmann – Departure.) Dokumentarfilm, Deutschland, 2012, Kino und DVD: 97 Min., Fernsehen: 52:30 Min., Buch und Regie: Michael Trabitzsch, Musik: Baxter & Larsen, Michael Rodach, Produktion: Prounenfilm, NDR, arte, Erstsendung: 16. Januar 2013 bei arte, deutscher Kinostart: 6. Juni 2013, Inhaltsangabe  von 3sat, Filmseite mit Vorschau.
- Der Maler Max Beckmann – Von Angesicht zu Angesicht. Dokumentarfilm, Deutschland, 2011, 29:20 Min., Buch und Regie: André Meier, Produktion: MDR, Reihe: Lebensläufe, Erstsendung: 20. Oktober 2011 beim MDR, Inhaltsangabe vom MDR.
- Max Beckmann in Amerika. Dokumentarfilm, Deutschland, 2011, 26:15 Min., Buch und Regie: Barbara Dickenberger, Produktion: Hessischer Rundfunk, Inhaltsangabe von arte.
- Max Beckmann – Ein Reisender. Dokumentarfilm, Deutschland 2022, 53 Min., Regie: Nicola Graef, Produzentinnen: Nicola Graef, Susanne Brand. Eine Produktion von Lonamedia im Auftrag des ZDF in Zusammenarbeit mit ARTE.